# Monaco di Baviera
Monaco di Baviera (AFI: /ˈmɔnako di baˈvjera/; in tedesco München, /ˈmʏnçən/  o /ˈmʏnçn̩/; in bavarese Minga) è una città extracircondariale della Germania meridionale, capitale (Landeshauptstadt) della Baviera. Situata sulle rive del fiume Isar, dopo Berlino ed Amburgo è la terza città tedesca per numero di abitanti, con una popolazione di circa 1 510 378 (31-12-2023) residenti nel comune, 1 808 550 se si considera anche il circondario e circa 2,9 milioni nell'area metropolitana.
Monaco è la città più importante della Germania meridionale, molto visitata anche grazie alle residenze reali, agli immensi parchi, ai suoi musei, alle sue chiese barocche e rococò, al folclore bavarese ancora molto vissuto, alla vicinanza delle Prealpi e delle Alpi e grazie alla birra e alla sua manifestazione più famosa, l'Oktoberfest. Il santo patrono della città è Benno di Meißen. Nel 2024 uno studio della società di consulenza globale Mercer ha classificato Monaco di Baviera all'undicesimo posto tra le città con la qualità di vita più alta al mondo, mentre secondo Monocle risulta essere nello stesso anno la città più vivibile al mondo.

## Geografia fisica

### Territorio

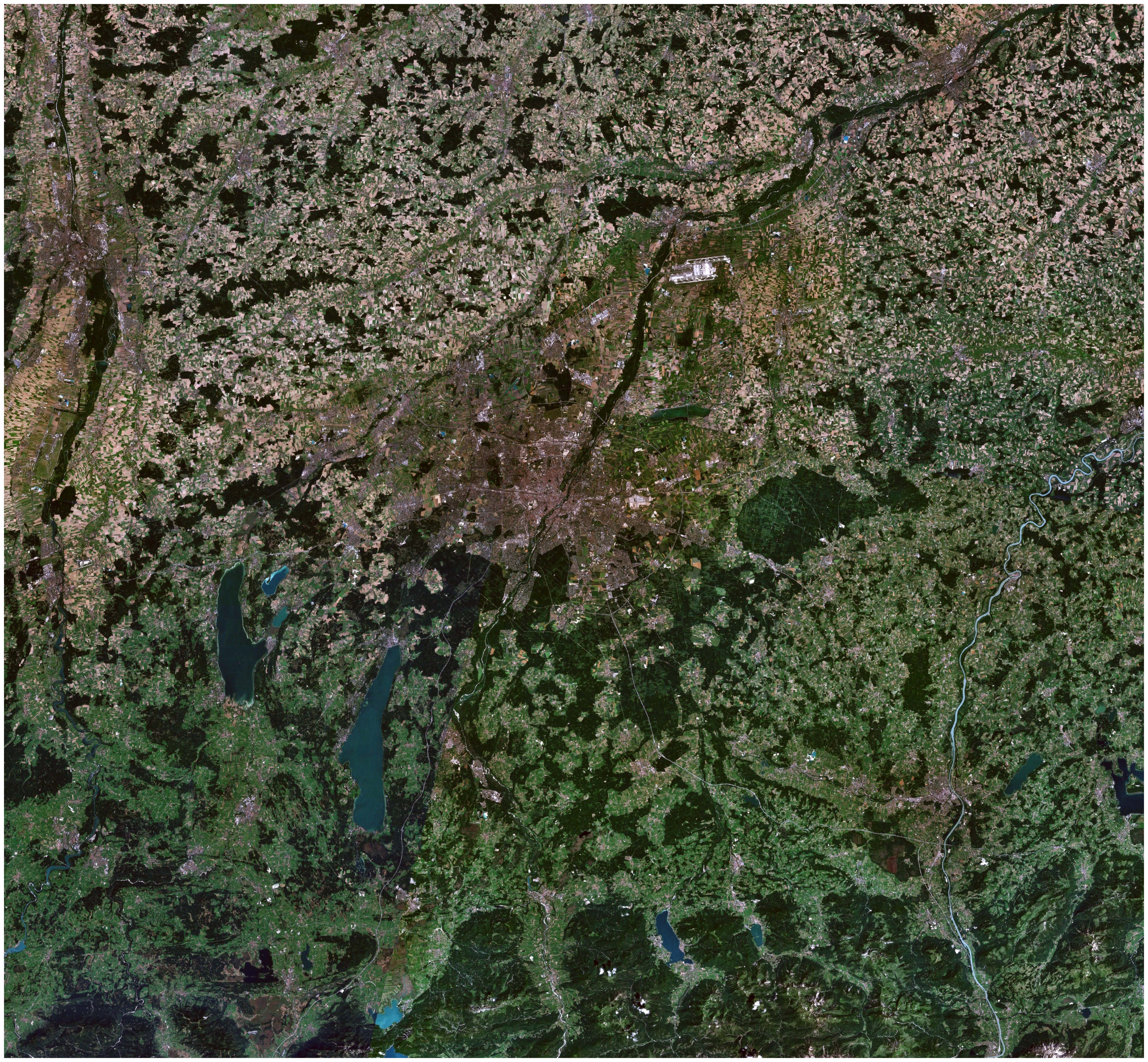
Vista satellitare della zona di Monaco

La città viene attraversata dall'Isar e a sud si stendono boschi di conifere con laghi di notevole estensione, tra cui, verso ovest, il lago di Starnberg e l'Ammersee.
Dista 590 km da Berlino e 780 km da Amburgo.

### Clima
Monaco di Baviera ha un clima continentale, fortemente influenzato dalla posizione geografica in prossimità delle Alpi. La media annua delle precipitazioni si attesta sui 1 000 millimetri. Le piogge spesso arrivano violente ed inattese, specialmente durante la stagione estiva. I mesi estivi sono quelli in cui si verificano le più elevate precipitazioni atmosferiche, grazie anche all'effetto sbarramento della catena alpina a sud che funge da barriera naturale bloccando le perturbazioni provenienti da N-NO. In estate, durante prolungati periodi anticiclonici, Monaco può raggiungere temperature elevate (di 30 gradi con punte di +35 °C), specialmente nei mesi di luglio ed agosto (record di massima assoluta di +37,5 °C il 27 luglio 1983). A causa dei forti contrasti termici derivanti dallo scontro di masse d'aria diverse, la Baviera viene interessata da temporali anche di notevole intensità.

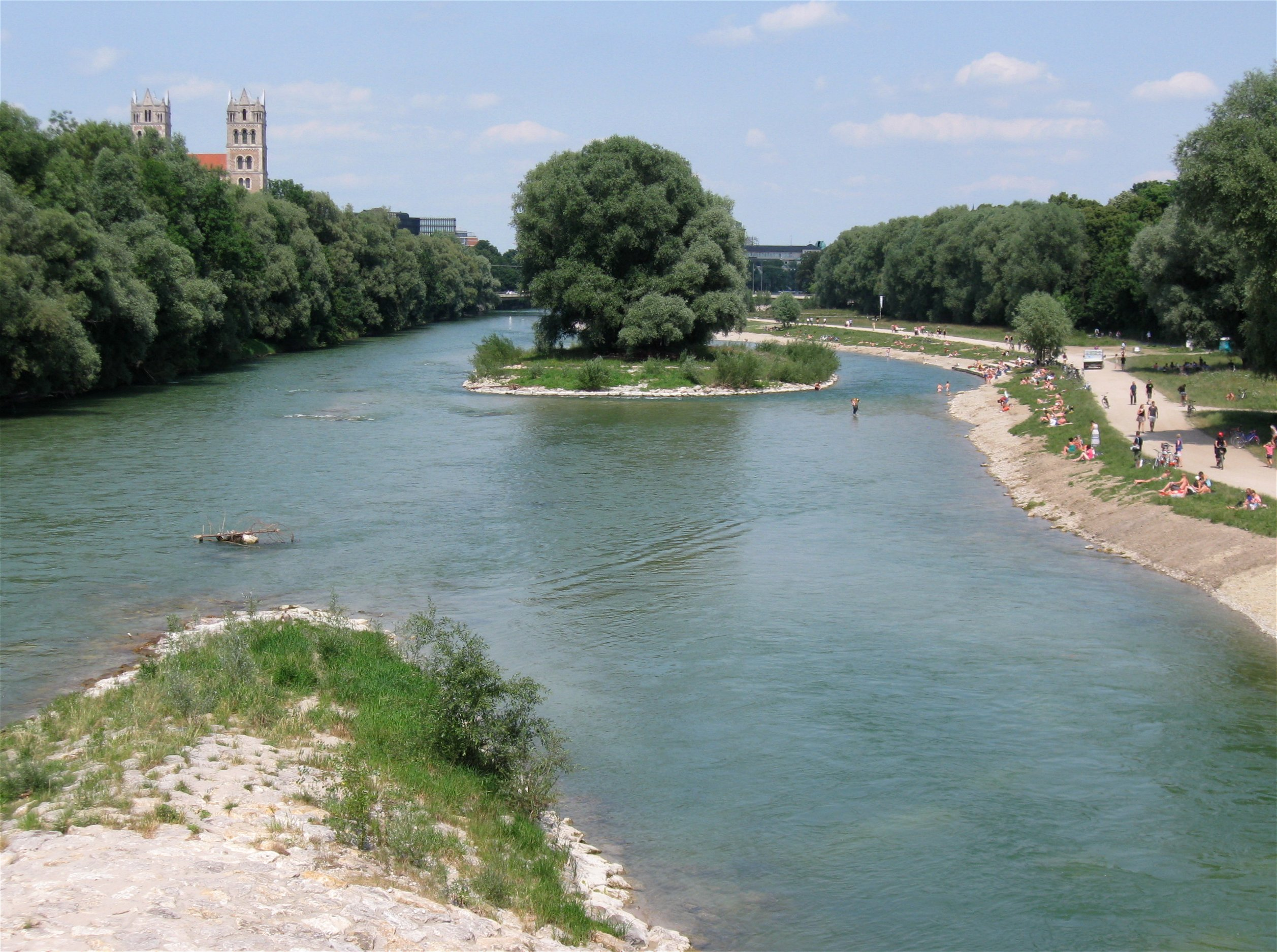
Il fiume Isar attraversa Monaco nei pressi del ponte Wittelsbach.

A causa dell'altitudine (il centro cittadino è posto a 530 m) e della prossimità delle pendici nord delle Alpi, l'inverno bavarese è relativamente lungo e rigido.
La neve cade molto di frequente da novembre ad aprile (in media circa 75 cm all'anno) e annualmente si registrano mediamente 105 giorni di gelo. Le temperature medie di gennaio sono di +2 °C per le massime e di −4 °C per le minime, anche se non di rado vengono raggiunti valori molto più bassi (quasi ogni inverno si registrano valori inferiori a −15 °C, ma nel corso dei più rigidi inverni del passato si poteva scendere anche sotto i −20 °C). Durante l'inverno i venti freddi provenienti da nord non trovano alcun ostacolo ed investono in pieno la Baviera. Può nevicare per diversi giorni di seguito, seppur in maniera lieve, e le temperature si mantengono per lunghi periodi al di sotto dello zero (record di minima assoluta −31,6 °C il 12 febbraio 1929).
L'escursione termica tra estate ed inverno, ma anche tra giorno e notte può essere estrema. Succede spesso che soffi il favonio, noto come Föhn, il caldo vento di caduta dalle Alpi che porta temperature elevate fuori norma e bassissimi valori di umidità relativa. A volte in pieno inverno a causa di questo vento vengono raggiunte temperature di 15-20 °C che in poche ore fanno fondere la neve presente al suolo (da qui la fama di vento mangianeve). Il Föhn è sempre associato a cieli limpidissimi e ottima visibilità, da cui deriva il celebre detto tedesco, «azzurro come il cielo della Baviera».
| MONACO DI BAVIERA   | Mesi | Mesi | Mesi | Mesi | Mesi | Mesi  | Mesi  | Mesi  | Mesi | Mesi | Mesi | Mesi | Stagioni | Stagioni | Stagioni | Stagioni | Anno  |
| MONACO DI BAVIERA   | Gen  | Feb  | Mar  | Apr  | Mag  | Giu   | Lug   | Ago   | Set  | Ott  | Nov  | Dic  | Inv      | Pri      | Est      | Aut      | Anno  |
| ------------------- | ---- | ---- | ---- | ---- | ---- | ----- | ----- | ----- | ---- | ---- | ---- | ---- | -------- | -------- | -------- | -------- | ----- |
| T. max. media (°C)  | 2,7  | 4,3  | 9,0  | 12,5 | 18,0 | 20,5  | 23,1  | 23,0  | 18,8 | 13,2 | 6,9  | 3,7  | 3,6      | 13,2     | 22,2     | 13,0     | 13,0  |
| T. min. media (°C)  | −3,7 | −3,2 | 0,1  | 2,8  | 7,2  | 10,4  | 12,6  | 12,3  | 8,9  | 4,7  | 0,2  | −2,3 | −3,1     | 3,4      | 11,8     | 4,6      | 4,2   |
| Precipitazioni (mm) | 48,0 | 45,2 | 57,7 | 69,9 | 93,4 | 127,6 | 131,6 | 110,5 | 86,3 | 65,4 | 71,0 | 60,8 | 154,0    | 221,0    | 369,7    | 222,7    | 967,4 |
| Giorni di pioggia   | 10,0 | 8,6  | 10,5 | 10,9 | 11,6 | 13,8  | 12,0  | 11,4  | 9,6  | 9,1  | 10,7 | 11,2 | 29,8     | 33,0     | 37,2     | 29,4     | 129,4 |

## Storia

### Origini e Medioevo
La storia di Monaco di Baviera iniziò nel 1158 quando Enrico il Leone, duca di Sassonia, installò un accampamento militare battezzandolo Munichen (in latino Monacum, in volgare Monachium): mezzo secolo più tardi essa ricevette lo status di città fortificata.
Inizialmente il vescovo ed Enrico ebbero una disputa su chi dovesse mantenere il controllo della città, ma, in seguito a contrasti insorti tra lo stesso Enrico e l'imperatore Federico I Barbarossa, quest'ultimo concesse nel 1180 a Ottone I di Wittelsbach il titolo di duca di Baviera. I suoi discendenti, la dinastia Wittelsbach appunto, avrebbero governato la Baviera fino al 1918. Nel 1255 il ducato bavarese venne scisso in due e Monaco divenne la residenza ducale dell'Alta Baviera.
Nel 1327 l'intera città fu distrutta da un incendio, ma venne ricostruita in pochi anni grazie anche all'aiuto dell'imperatore del Sacro Romano Impero Ludovico IV.

### Storia moderna

Stemma della casata dei Wittelsbach di Baviera

Nel 1632 la città fu occupata dalle truppe di Gustavo II Adolfo di Svezia, durante la guerra dei trent'anni. Quando in città scoppiò la peste bubbonica nel 1634 e il 1635 circa un terzo della popolazione morì. Nel 1759 venne fondata la prima istituzione accademica bavarese. Sotto la reggenza degli elettori bavaresi Monaco fu un importante centro della vita barocca, ma dovette anche subire le occupazioni degli Asburgo nel 1704 e il 1742.
Nel 1806 divenne capitale del nuovo regno di Baviera e furono costruiti i palazzi del parlamento e dell'Arcidiocesi di Monaco e Frisinga. Vent'anni più tardi l'Università della Baviera si insediò nella nuova sede cittadina.
Molti degli edifici e delle piazze più belle di questo periodo sono stati costruiti durante i regni di Ludovico I e Massimiliano II, come la Ruhmeshalle o molti palazzi della Ludwigstraße e del Königsplatz (opere degli architetti Leo von Klenze e Friedrich von Gärtner) e la statua della Baviera di Ludwig Michael von Schwanthaler.
Nel 1882 a Monaco fu introdotta la luce elettrica e la città ospitò nello stesso anno la prima fiera dell'elettricità in Germania. Diciannove anni più tardi venne aperto lo zoo di Hellabrunn.

### Storia contemporanea
Dopo la prima guerra mondiale la città fu preda e covo di inquietudini sociali e politiche. Nel novembre del 1918 i comunisti presero il potere, fondando la Repubblica Bavarese dei Consigli (Münchner Räterepublik), che venne però rovesciata il 3 maggio 1919 dai Freikorps, alcuni dei quali furono successivamente arruolati da Adolf Hitler e dal Nazismo. Nel 1923 Hitler e i suoi sostenitori, che si erano riuniti a Monaco, misero in atto il Putsch di Monaco (noto come Bierhallenputsch o Hitlerputsch), un tentativo di spodestare la Repubblica di Weimar e di impadronirsi del potere. La rivolta fallì e costò al fanatico ideologo un arresto e la messa al bando del neonato partito nazista, che era sconosciuto al di fuori di Monaco.

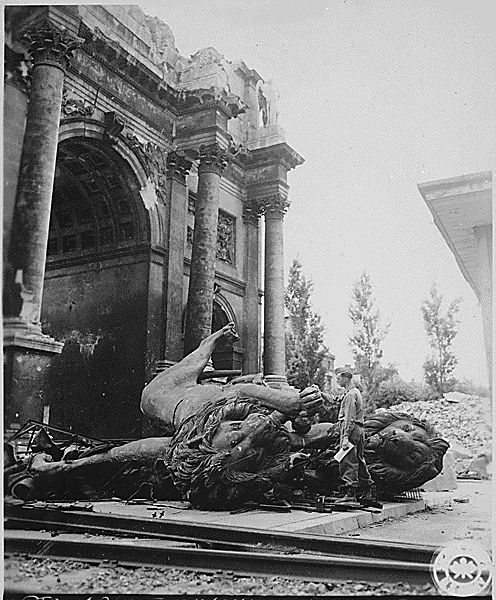
Porta della Vittoria danneggiata dai bombardamenti nel 1945

Tuttavia la città divenne una roccaforte nazista una volta che Hitler prese il potere in Germania nel 1933 istituendo il Terzo Reich, e fu indispensabile per l'ascesa del nazismo, tanto da essere chiamata dai nazisti stessi la «capitale del movimento» (Hauptstadt der Bewegung) ed entrare nel novero delle cosiddette Führerstadt. Il quartier generale del NSDAP fu stabilito a Monaco e costruito, assieme ad altri edifici connessi al partito, a Königsplatz; molti di questi edifici sono tuttora esistenti. Nel 1939 Monaco fu teatro del fallimento di Georg Elser nel tentativo dinamitardo di assassinare Hitler mentre arringava la folla col suo discorso annuale per commemorare il putsch della birreria nel Bürgerbräukeller.
Monaco fu inoltre la città dove nacque la Rosa Bianca (in tedesco Die Weiße Rose), formata da un gruppo di studenti che si costituirono in un movimento di resistenza al nazismo dal giugno 1942 al febbraio 1943, quando il nucleo del gruppo venne arrestato ed ucciso dopo la distribuzione di volantini all'Università di Monaco da parte di Hans e Sophie Scholl.
Monaco di Baviera fu molto danneggiata dai bombardamenti alleati durante la seconda guerra mondiale. La città venne occupata dalle truppe statunitensi della 7ª Armata del generale Alexander Patch il 2 maggio 1945. Dopo la guerra Monaco fu in gran parte ricostruita con un meticoloso lavoro tendente a restituire la stessa fisionomia a strade e palazzi rispetto alla situazione pre-bellica.
Nel 1972 Monaco ospitò la XX edizione delle Olimpiadi, tristemente famosa per il massacro di undici atleti israeliani da parte di terroristi palestinesi.
Nel 1974 fu sede di molte partite dei mondiali di calcio tenutisi in Germania Ovest. A trentadue anni di distanza ha ospitato di nuovo le partite della stessa competizione, nel corso dei mondiali di Germania 2006.

## Monumenti e luoghi d'interesse

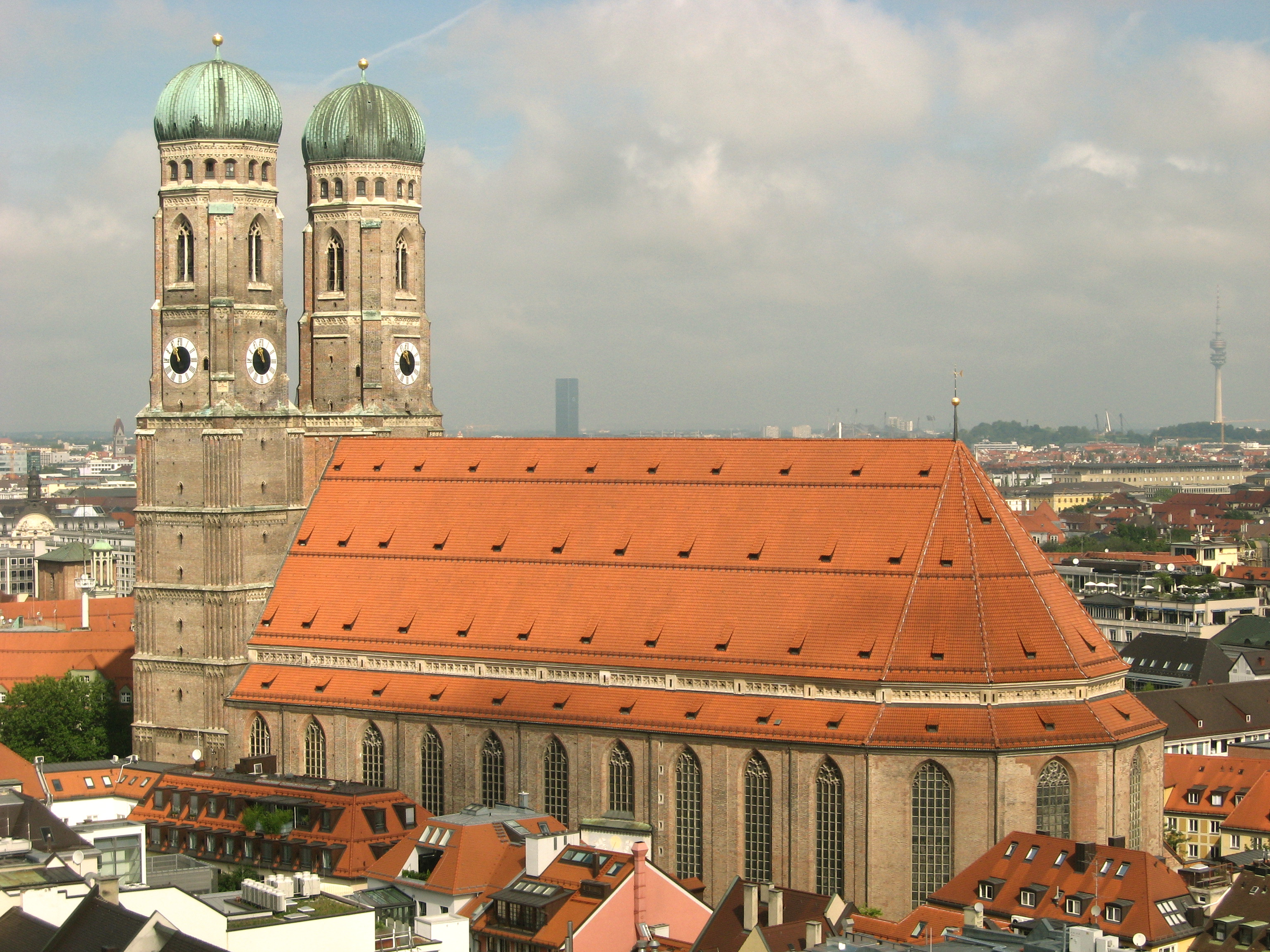
Frauenkirche

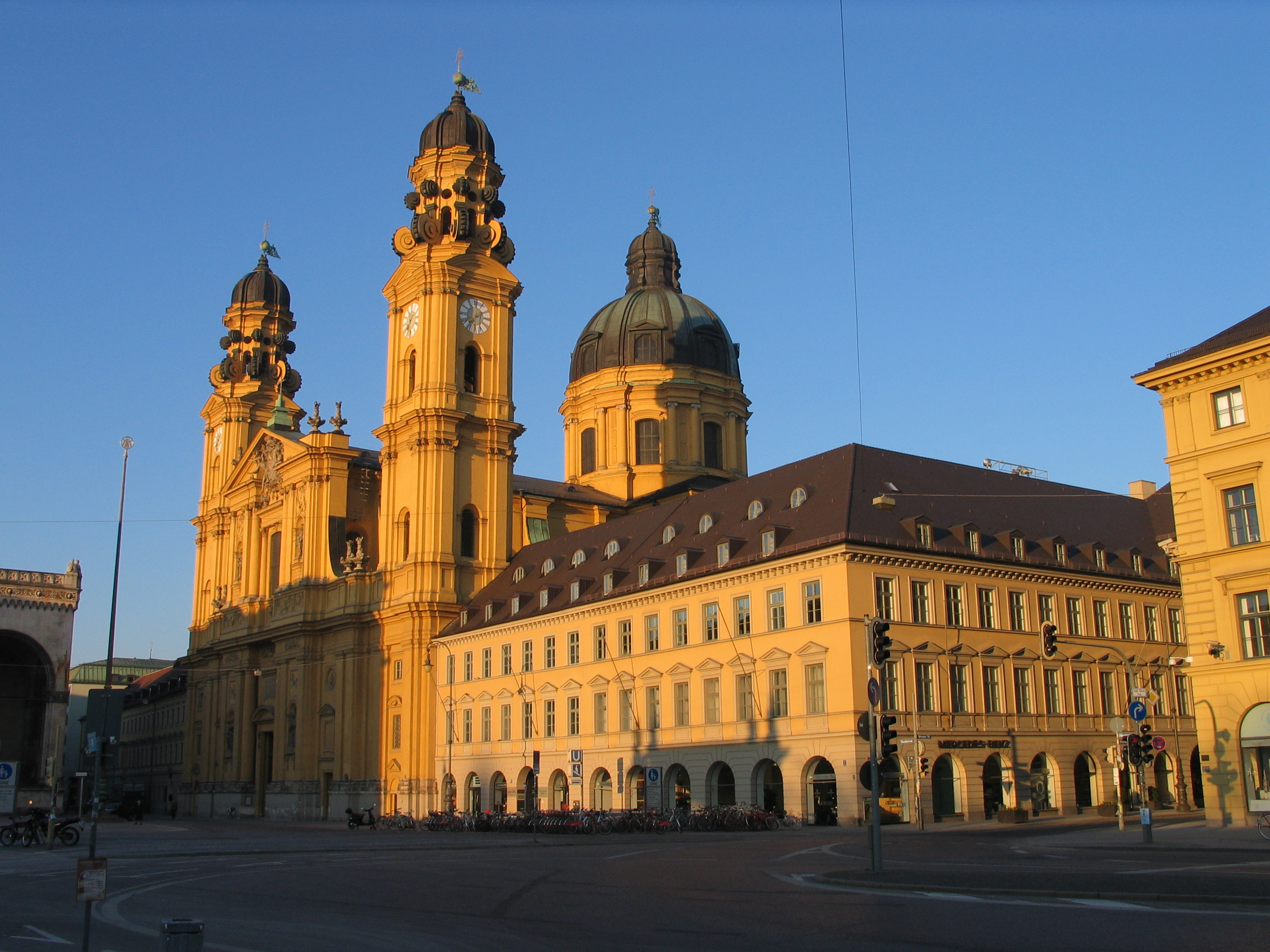
Theatinerkirche

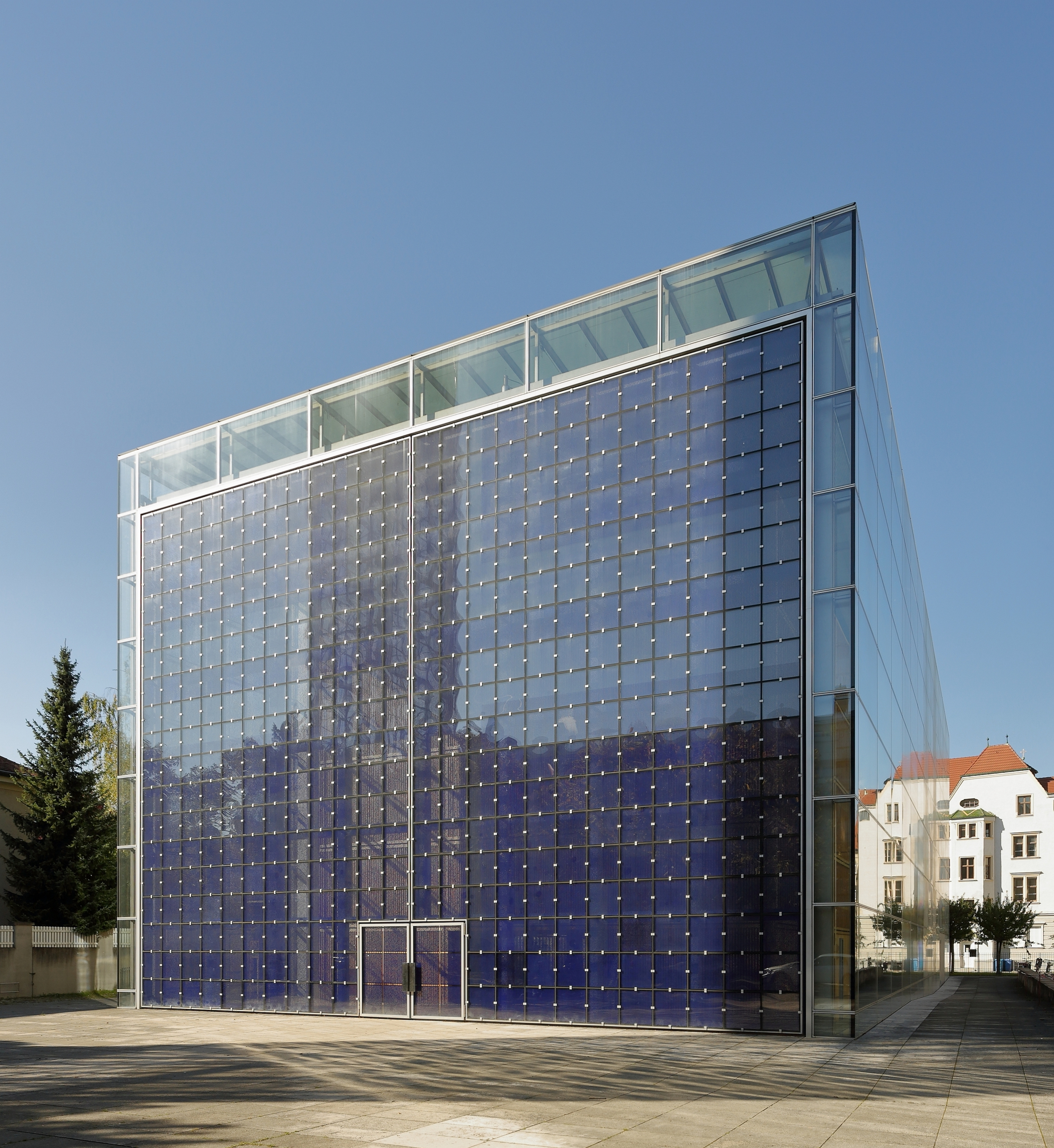
La chiesa del Sacro Cuore

L'architettura cittadina è caratterizzata dalla presenza di numerosi edifici storici, molti mantenutisi intatti nei secoli, altri ricostruiti dopo la seconda guerra mondiale, e di alcuni esempi di architettura moderna. Un sondaggio, condotto per il National Geographic Traveler, ha scelto oltre 100 luoghi storici in tutto il mondo e ha classificato Monaco di Baviera come la trentesima migliore destinazione.

### Architetture religiose
- La Frauenkirche, nota anche come la Cattedrale di Nostra Signora (Dom zu unserer lieben Frau), è una delle costruzioni più famose del centro della città. È la cattedrale di Monaco e sede dell'Arcidiocesi di Monaco e Frisinga.

Famosa per le sue torri gemelle sovrastate da cupole ramate a forma di cipolla che caratterizza il profilo cittadino. Le torri della Frauenkirche (ma non la chiesa stessa) sopravvissero intatte alla guerra, ed oggi hanno oltre 400 anni. Con i loro 99 metri, costituiscono anche il limite massimo di altezza per le nuove costruzioni nel centro storico. Tale limite venne approvato nel novembre 2004, dalla popolazione di Monaco di Baviera, con un referendum promosso da Georg Kronawitter, già sindaco, contro la volontà dei partiti politici nel Parlamento della città (Stadtrat), che temeva che questo potesse nuocere all'attrattiva costituita dalla città per gli investitori.
- La Michaelskirche, Chiesa di San Michele è la più grande chiesa rinascimentale a nord delle Alpi. Venne scrupolosamente e mirabilmente ricostruita dopo la guerra.
- La Theatinerkirche, Chiesa di San Gaetano dei Teatini, è una grande basilica in stile barocco italiano, modello che ha influenzato l'architettura barocca tedesca del sud.
- La Asamkirche, Chiesa di San Giovanni Nepomuceno è comunemente nota come Chiesa degli Asam dal nome dei due fratelli Cosmas Damian e Egid Quirin Asam che la costruirono, artisti pionieri del Rococò. Rappresenta uno dei massimi capolavori dello stile rococò, e uno dei più particolari monumenti della città.
- La chiesa di San Pietro, sulla Marienplatz, è la più antica chiesa della città. Fu costruita in stile romanico ed è stato il primo insediamento monastico di Monaco di Baviera, ancor prima della fondazione ufficiale della città del 1158. Venne rifatta due volte in stile gotico e barocchizzata dal grande Maestro stuccatore Johann Baptist Zimmermann. Venne ricostruita quasi interamente dopo la guerra.
- La chiesa dello Spirito Santo, costruita fra Marienplatz e il Viktualienmarkt in stile gotico, venne convertita in stile Rococò dai fratelli Cosmas Damian e Egid Quirin Asam a partire dal 1724. All'interno presenta raffinatissimi stucchi a colori pastello, attentamente ricomposti durante la ricostruzione post-bellica.
- La Bürgersaalkirche è un bell'oratorio barocco sito lungo la centrale Neuhauser Straße. Eretto dal grigionese Giovanni Antonio Viscardi nel 1710, conserva all'interno delicati stucchi del milanese F. Appiani.
- La collegiata di Sant'Anna, gioiello barocco della fine del XVII secolo.
- La chiesa della Santa Trinità, barocco edificio costruito dal ticinese Giovanni Antonio Viscardi nel 1711-18.
- La chiesa conventuale di Sant'Anna nel Lehel, venne costruita tra il 1727 e il 1733 dall'architetto Johann Michael Fischer per volere della principessa elettrice Maria Amalia d'Asburgo. Capolavoro è la decorazione interna eseguita dai due fratelli Cosmas Damian e Egid Quirin Asam. Fu la prima chiesa in stile Rococò della Baviera e fu il prototipo per le altre costruite in seguito nella regione.
- La chiesa del Salvatore, è un edificio gotico che dal 1829 è una chiesa greco-ortodossa. È oggi la sede del Metropolita della Germania e dell'Esarcato dell'Europa centrale.
- La chiesa di San Giovanni Battista, costruita tra il 1852 e il 1874, è la più grande chiesa a est del fiume Isar. Il campanile è alto 97 metri ed è il terzo in quanto altezza a Monaco di Baviera.
- La Moschea di Freimann, inaugurata nel 1973.

### Architetture civili

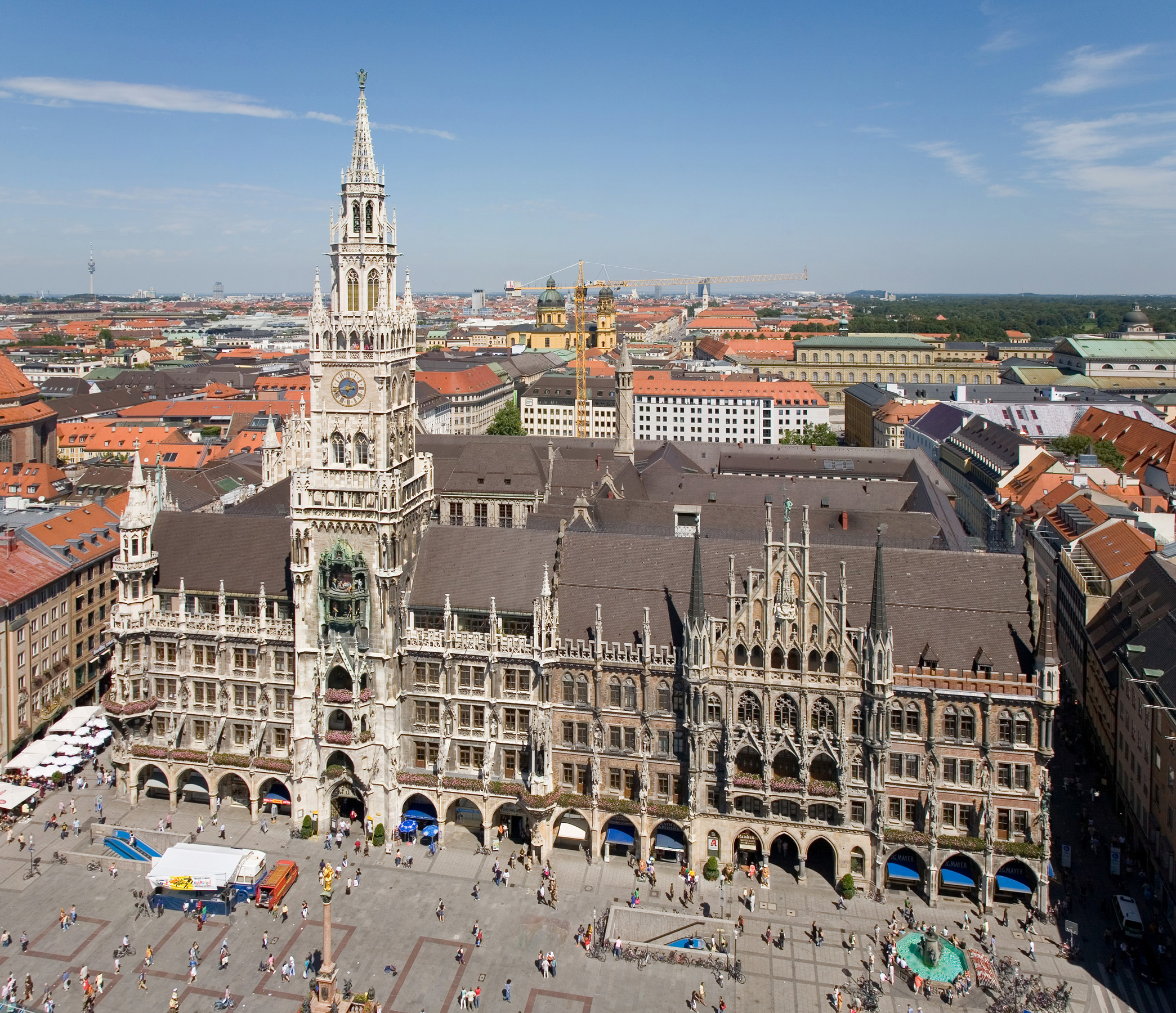
Il Neues Rathaus sul Marienplatz.

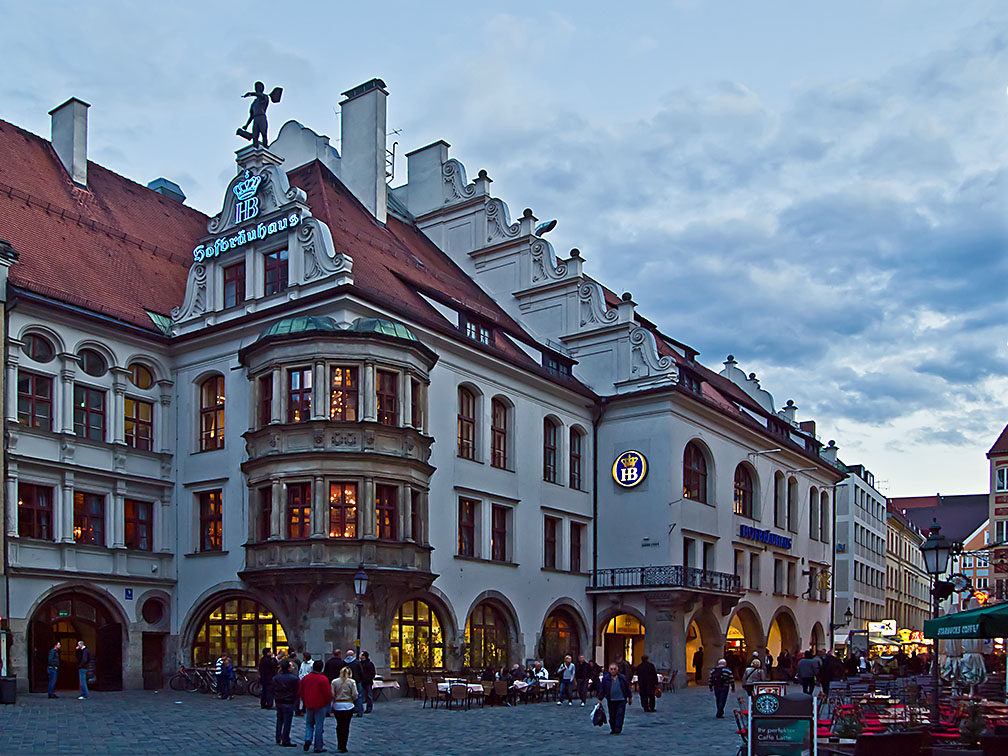
La celebre Hofbräuhaus

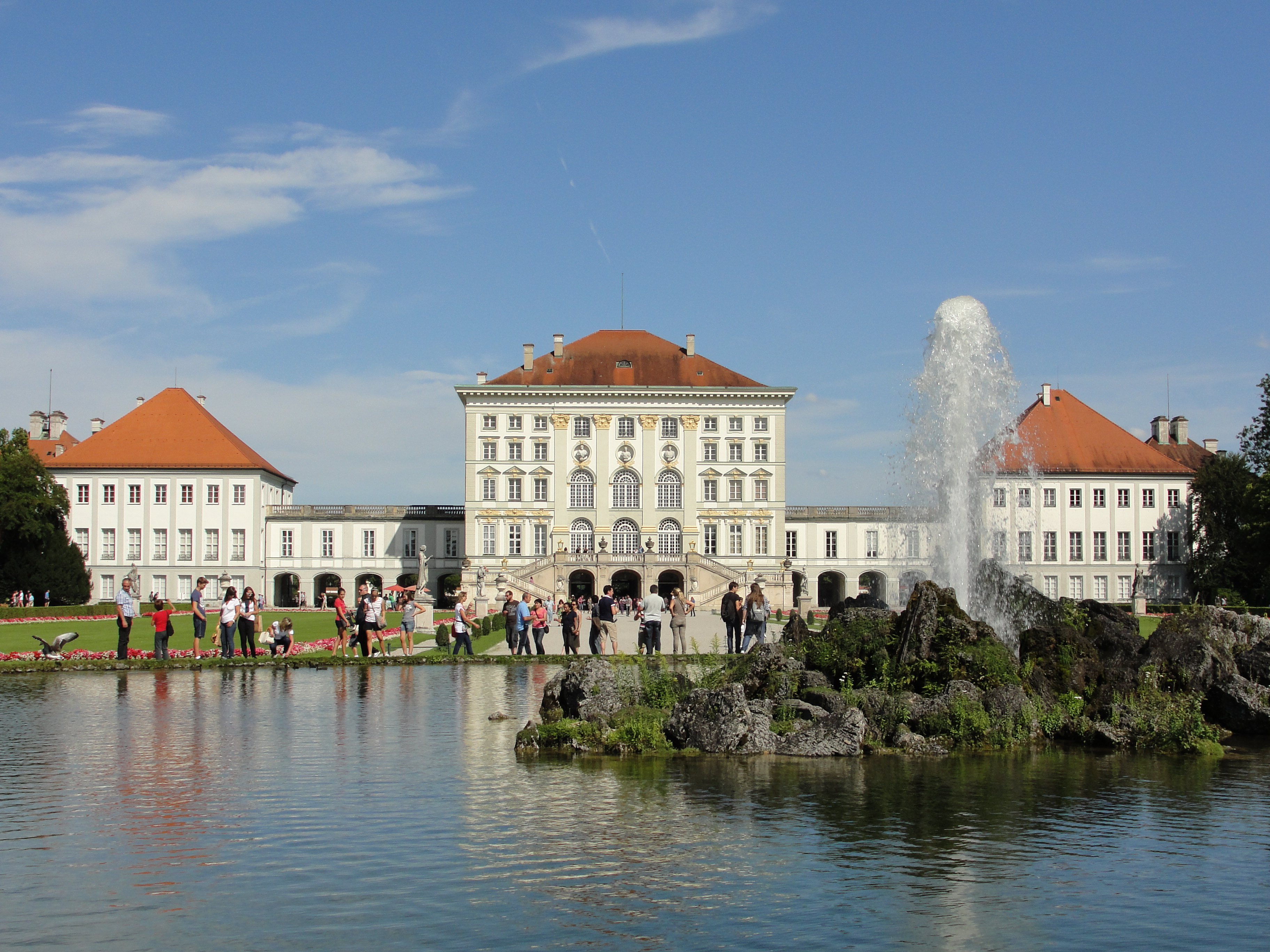
Castello di Nymphenburg

- Il Municipio Nuovo (Neues Rathaus) è una grandiosa costruzione in stile neogotico che domina la piazza principale, la Marienplatz. La torre civica porta il celebre Rathaus-Glockenspiel, l'orologio arricchito del carillon Glockenspiel a figure animate, simbolo cittadino ed il più grande della Germania.
- Il Municipio Vecchio (Altes Rathaus) era l'antica sede del municipio di Monaco di Baviera, ristrutturato più volte, conserva gli interni medievali originali.
- La Residenz: il palazzo fu residenza dei duchi e dei re della Baviera. Il vasto complesso, con tre facciate monumentali e che si sviluppa intorno a tre cortili principali, venne costruito a partire dalla seconda metà del XVI secolo, quando, per volere del duca Alberto V, venne abbattuta la cosiddetta Neuveste (Fortezza nuova eretta nel 1385). Si arricchì gradualmente con importanti tesori, sia architettonici che decorativi. Ospita diversi musei al suo interno: Residenzmuseum, costituito dalle sale stesse del castello, uno dei musei di decorazione di interni fra i più significativi d'Europa; Schatzkammer, la Camera del Tesoro, che raccoglie preziosissime opere d'arte orafa dall'Alto Medioevo all'epoca barocca; Staatliche Münzensammlung, La Collezione della Zecca di Stato, fra le più ricche collezioni al mondo di Numismatica e Sfragistica. Inoltre accoglie lo splendido Teatro Cuvilliés, pregevole gioiello rococò che prende nome dal suo architetto François de Cuvilliés il Vecchio.
- Antica Zecca, l'Alte Münze, è un palazzo rinascimentale eretto fra il 1563 e il 1567 su progetto di W. Egkl, con un bel cortile a tre ordini di arcate.
- Hofbräuhaus, la più antica e celebre birreria di Monaco di Baviera, fondata nel 1589, nonché una delle sette fabbriche di birra della città.
- Il Teatro Nazionale, il neoclassico teatro dell'opera, di livello internazionale, in cui hanno avuto la prima parecchie opere di Richard Wagner sotto il patronato di Ludovico II di Baviera.

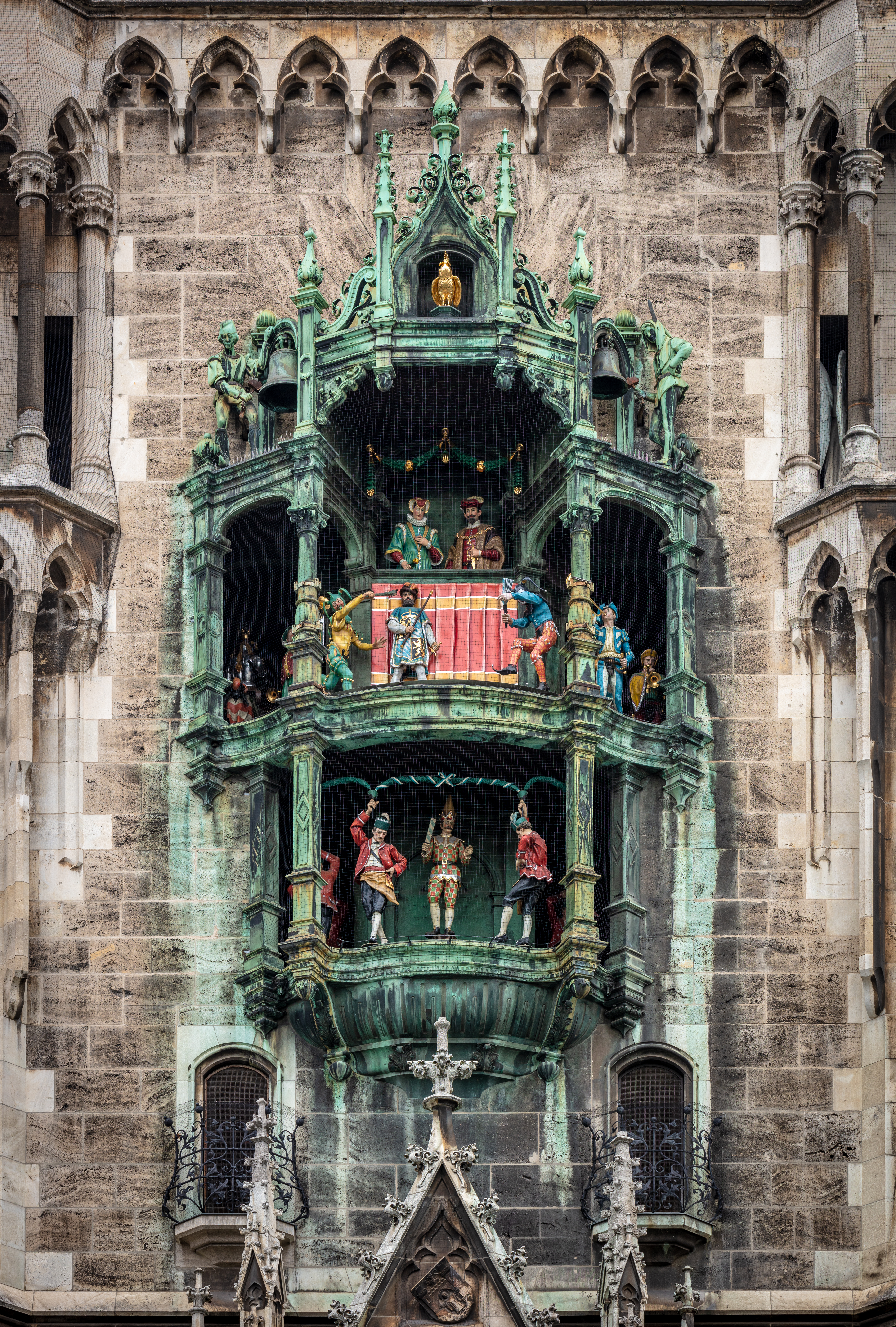
Il Glockenspiel, il carillon della torre dell'orologio del Nuovo Municipio situato in Marienplatz

- Il Castello di Nymphenburg, la residenza estiva dei Wittelsbach, i regnanti bavaresi. Imponente costruzione, uno dei capolavori dell'architettura barocca in Germania, è una delle più belle residenze reali d'Europa. Il castello è circondato da un grande parco arricchito da numerosi padiglioni di svago fra cui il celebre Amalienburg, palazzina di caccia eretta in un sublime e delicatissimo stile rococò dall'architetto belga François de Cuvilliés il Vecchio.
- Il Palais Porcia, fu il primo esempio di architettura barocca in stile italiano della città. Venne costruito per conto della famiglia Fugger su progetto di Enrico Zuccalli, tra il 1693-94. Gli interni vennero rifatti in stile rococò da François de Cuvilliés il Vecchio, con alcuni interventi di Johann Baptist Zimmermann.
- Il Palais Preysing, venne costruito per il conte Maximilian von Preysing-Hohenaschau su progetto di Joseph Effner tra il 1723 ed il 1728 in stile rococò. Fu il primo edificio civile della città ad essere costruito secondo tale stile. Adiacente alla Feldherrnhalle, presenta tre facciate finemente decorate da stucchi. Esempio della sfarzosità delle decorazioni è lo scalone dell'ala nord, sorretto da cariatidi, e con balaustre traforate.
- Il Palais Holnstein, sublime opera rococò dai toni bianchi e rosa, eretto fra il 1733 e il 1737 dall'architetto François de Cuvilliés il Vecchio.
- Le Porte di città. Dell'ormai demolita cinta muraria medievale, sono sopravvissute tre porte fino ad oggi: la Isartor a est, la Sendlinger Tor a sud e la Karlstor ad ovest del centro urbano.
- Il Führerbau, sede di rappresentanza di Adolf Hitler nella città di Monaco durante il regime nazista.

### Piazze
- Marienplatz è il centro della città, intitolata alla Madonna, prende il nome dalla Mariensäule, la colonna barocca della Vergine che sorge in mezzo alla piazza. Chiudono la piazza importanti edifici: i celebri palazzi comunali di Monaco: il Neues Rathaus e l'Altes Rathaus, nonché la barocca Chiesa di San Pietro.
- Karlsplatz, grande piazza dominata dal Justizpalast (Palazzo di Giustizia), da una fontana e dalla Karlstor, una delle tre porte rimaste della cinta muraria cittadina.Karlsplatz (detta anche Stachus) è dopo Marienplatz, la piazza più conosciuta e frequentata di Monaco

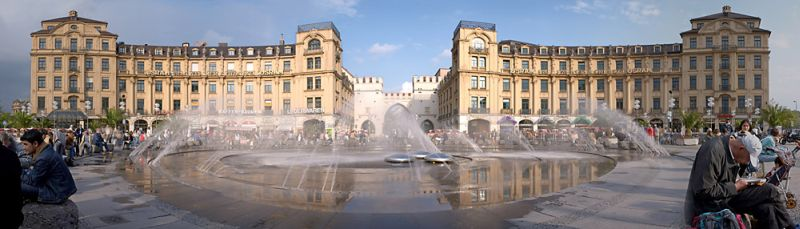
Karlsplatz (detta anche Stachus) è dopo Marienplatz, la piazza più conosciuta e frequentata di Monaco

- Odeonsplatz, animata piazza monumentale di Monaco, è dominata dalla cupola della Theatinerkirche. Vi prospettano inoltre una parte del lungo fronte rinascimentale della Residenz e la Feldherrnhalle, la Loggia dei Marescialli, costruita nel 1841-44, per volere di Ludovico I di Baviera, su progetto di Friedrich von Gärtner che si ispirò alla Loggia della Signoria di Firenze. La loggia venne costruita per onorare gli eroi della Baviera
- Königsplatz, la Piazza del Re, vastissima e quadrangolare, venne aperta per volere di Ludovico I di Baviera. Vi prospettano edifici neoclassici eretti su progetto di Leo von Klenze. A ovest sono i Propyläen, del 1846-62, a colonne d'ordine dorico; a nord è la Gliptoteca, il più bell'edificio neoclassico di Monaco, eretto nel 1816-34 in ordine ionico; e a sud, è la Ausstellungsgebäude, corinzia del 1838-48, che accoglie la Staatliche Antikensammlungen. Sul lato posteriore di quest'ultima sorge l'enorme Abbazia di San Bonifacio, eretta nel 1834-37 sullo stile delle antiche basiliche paleocristiane. La zona intorno a Königsplatz è sede del Kunstareal, il quartiere dei musei di Monaco. Königsplatz

Königsplatz

### I viali reali

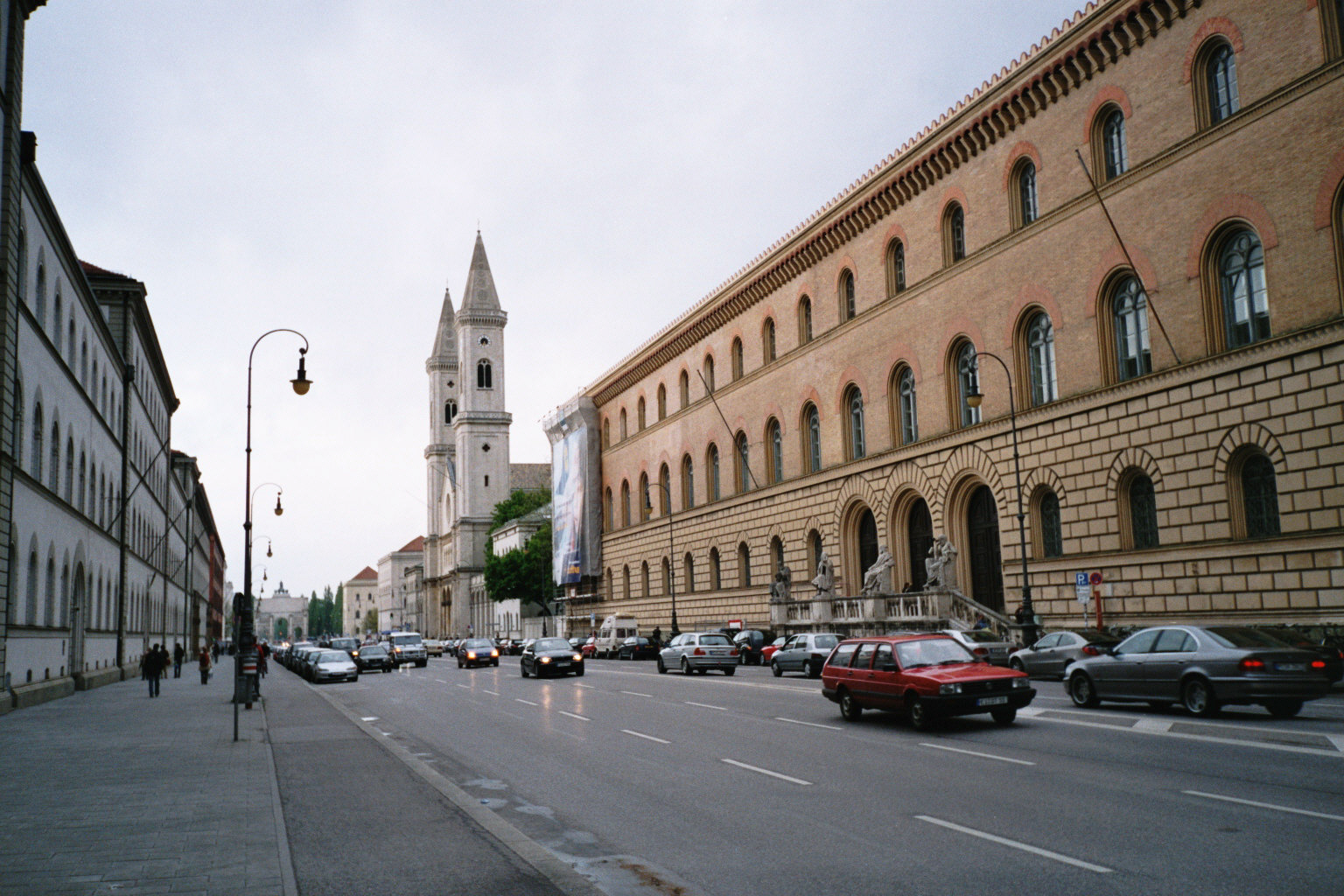
Ludwigstraße

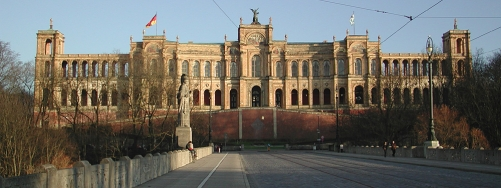
Maximilianeum

Quattro grandi viali reali, realizzati nel XIX secolo, permettono di collegare il centro cittadino con la periferia:
- Brienner Straße, neoclassica, parte da Odeonsplatz ai margini settentrionali del centro storico vicino alla Residenz e prosegue da est verso ovest, dove si apre la Königsplatz.
- Ludwigstrasse comincia anch'essa a Odeonsplatz e si dirama da sud a nord, costeggiando l'Università Ludwig Maximilian di Monaco, la Ludwigskirche, la Bayerische Staatsbibliothek e numerosi palazzi e ministeri. La parte meridionale del viale è stata costruita in stile neo-rinascimentale italiano, mentre quella nord è fortemente influenzata dall'Architettura neoromanica italiana.
- Maximilianstraße, neo-gotica, inizia da Max-Joseph-Platz, dove si trovano la Residenz e il Teatro Nazionale e prosegue da ovest a est. Il viale è contornato da edifici neogotici che ospitano, tra gli altri, il Münchner Kammerspiele, il museo di etnologia e il Palazzo del governo del distretto dell'Alta Baviera. Dopo aver attraversato il fiume Isar, il viale gira intorno al Maximilianeum, sede del parlamento bavarese. La parte occidentale della Maximilianstraße è conosciuta per i suoi negozi di design, boutique di lusso, negozi di gioielli e uno dei più importanti alberghi a cinque stelle di Monaco, l'Hotel Vier Jahreszeiten.
- Prinzregentenstraße si estende dalla Maximilianstrasse e comincia a Prinz-Carl-Palais. Molti musei si trovano lungo il viale, come l'Haus der Kunst, il Museo nazionale bavarese e la Schackgalerie. Il viale attraversa il fiume Isar e raggiunge il monumento dell'Angelo della pace passando da Villa Stuck. Il Prinzregententheater si trova più ad est a Prinzregentenplatz.

Il fiume Isar è attraversato da molti ponti, tra cui ricordiamo: il ponte Ludovico, il ponte Principe Reggente, il ponte Wittelsbach, il ponte Massimiliano e Massimiliano Giuseppe, il ponte Cornelius, il ponte Kabelsteg.

### Dintorni

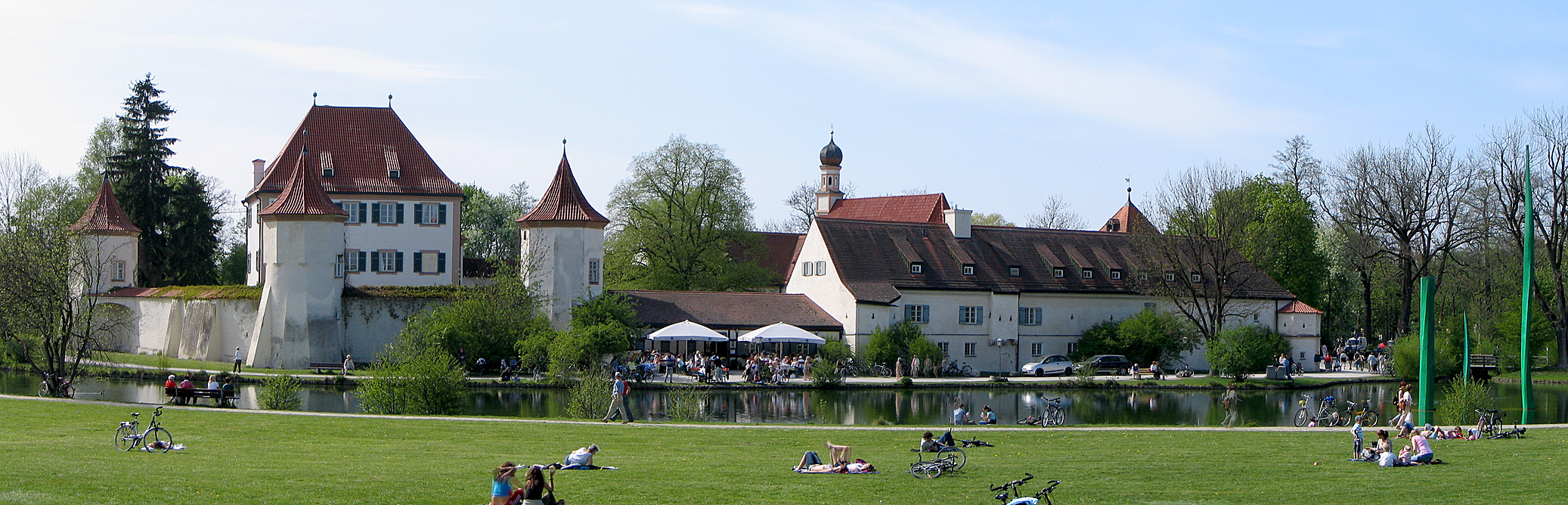
Castello di Blutenburg

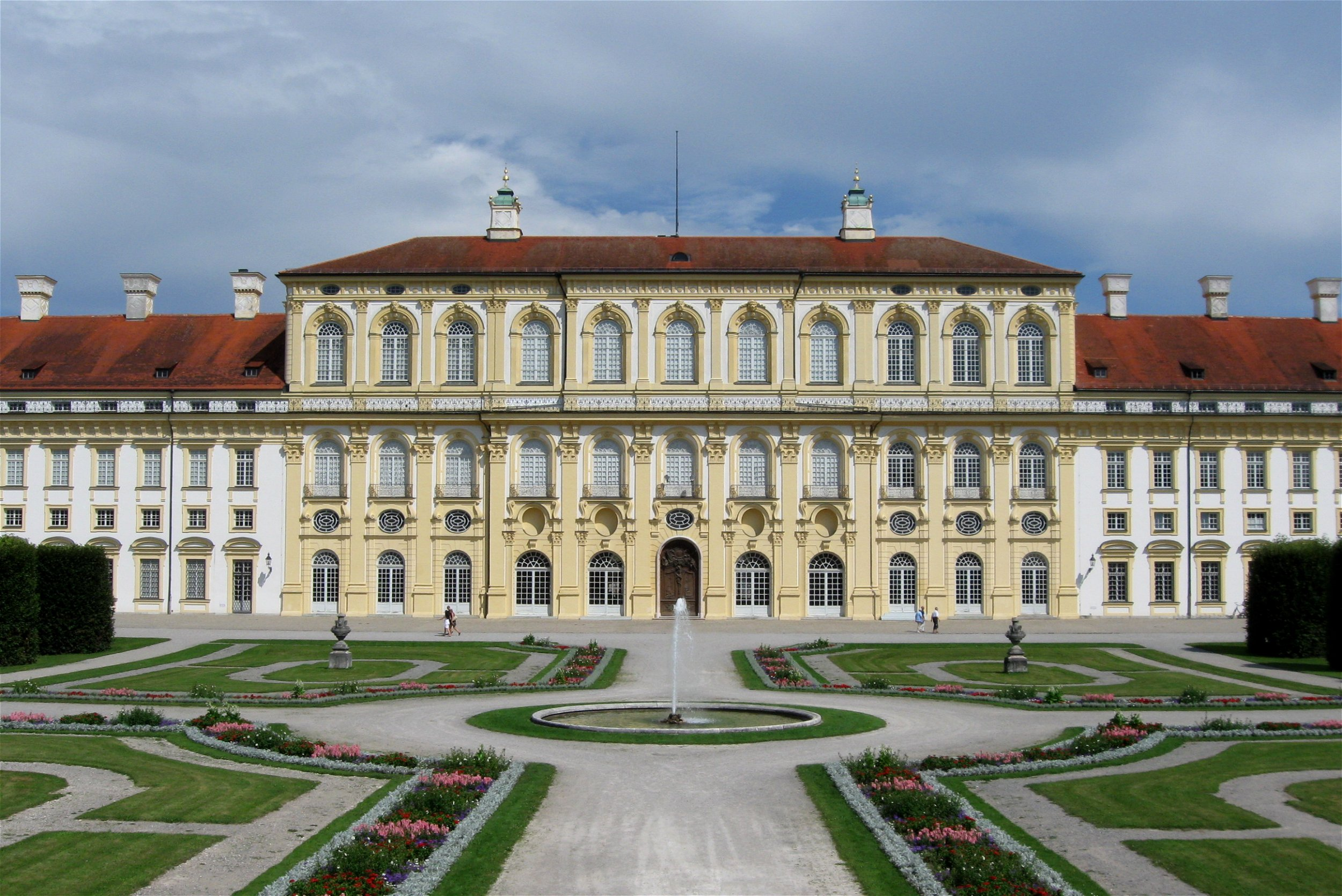
Castello di Schleißheim

- Castello di Blutenburg, sorge a 2 km a nord ovest del Castello di Nymphenburg. Era un'antica residenza di caccia ducale con una chiesa tardo-gotica.
- Castello di Schleißheim, nel sobborgo di Oberschleißheim, è un complesso barocco. Definito la «Versailles bavarese», forma con i giardini, un episodio capitale del Barocco. Costituito da tre residenze separate: Altes Schloss (il vecchio palazzo), Neues Schloss (il nuovo palazzo) e Schloss Lustheim (palazzo Lustheim), venne costruito a partire dal 1597 dal duca Guglielmo V di Baviera (Altes Schloss), poi accresciuto dal grigionese Enrico Zuccalli, e decorato con affreschi dagli Asam e con stucchi da Johann Baptist Zimmermann.
- Castello di Fürstenried, altra importante residenza barocca, di struttura simile a Nymphenburg, ma di dimensioni molto più ridotte, è stato eretto nello stesso periodo a sud-ovest di Monaco.
- Chiesa di San Michele a Berg am Laim è uno dei più importanti edifici religiosi al di fuori del centro storico.

La maggior parte dei quartieri cittadini ha chiese di origine medioevale.
- Chiesa della Santa Croce a Fröttmaning accanto all'Allianz Arena, la chiesa più antica della comunità urbana, nota per il suo affresco romanico.

Soprattutto nella sua periferia, Monaco offre una gamma ampia e diversificata di architettura moderna, anche se severe limitazioni di altezza per gli edifici hanno limitato la costruzione di grattacieli per evitare una perdita del panorama delle lontane Alpi bavaresi. La maggior parte dei grattacieli sono raggruppati al margine settentrionale di Monaco, come la Torre BMW, sede della BMW situata vicino al Parco Olimpico. Altri grattacieli sono situati vicino al centro cittadino e sul campus di Siemens nel sud di Monaco. Importanti esempi di architettura moderna della città ci vengono dagli impianti sportivi (descritti di seguito).

### I parchi

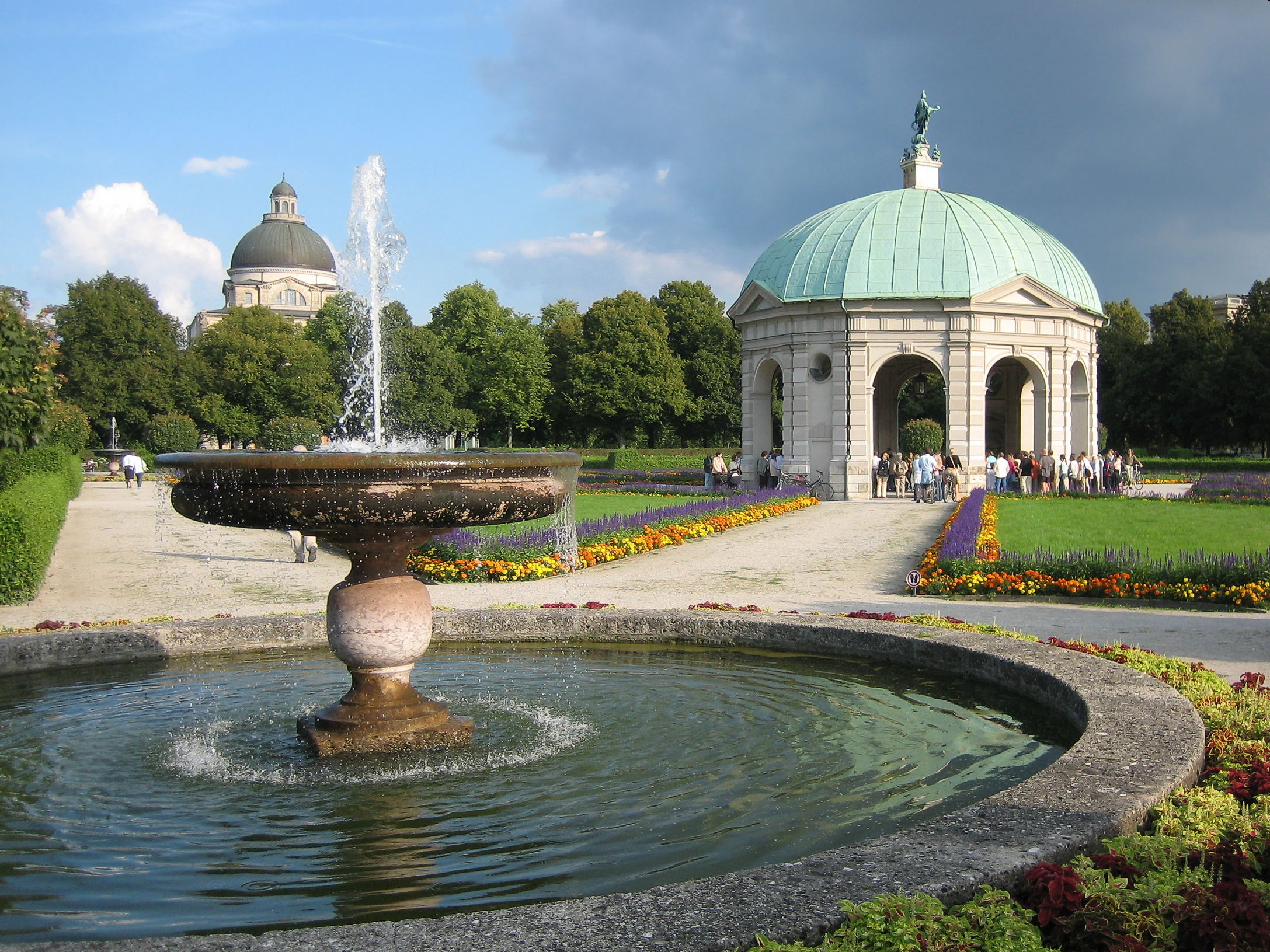
Lo Hofgarten con la cupola della cancelleria di stato

Monaco è una città che possiede numerosi parchi. Il Giardino Inglese, nei pressi del centro della città, copre un'area di 3,7 km² è uno dei più grandi del mondo (più grande di Central Park a New York). Fu progettato e realizzato nel 1789 da Benjamin Thompson, conte di Rumford, essenzialmente per usi militari, ma fu subito concepito anche come spazio aperto al pubblico. Oggi è considerato il più importante parco di Monaco: offre ampi spazi verdi, piste per podismo, corsi d'acqua in cui è possibile fare il bagno e addirittura praticare surf; quando il clima lo consente molti dei frequentatori amano riposarsi e prendere il sole completamente nudi. Particolarmente noti sono i suoi Biergarten, in particolare quello vicino alla Torre Cinese.
Altri spazi verdi moderni sono l'Olympiapark, il Westpark e i parchi del castello di Nymphenburg (con l'omonimo giardino botanico a nord), e del Castello di Schleißheim. Il parco più antico della città è l'Hofgarten, vicino alla Residenz e risalente al XVI secolo.
Lo zoo della città è lo zoo di Hellabrunn, vicino all'isola Flaucher nel Isar, nel sud della città. Un altro parco degno di nota è Ostpark, che si trova a Perlach-Ramersdorf.

## Società

### Evoluzione demografica
Nel luglio 2007 Monaco di Baviera contava 1 340 000 abitanti, 300 129 dei quali non avevano la cittadinanza tedesca. La città presenta una forte comunità turca e balcanica. I maggiori gruppi di cittadini stranieri sono i turchi (43 309), gli albanesi (30 385), i croati (24 866), i serbi (24 439), i greci (22 486), gli austriaci (21 411) e gli italiani (20 847). Il 37% degli stranieri proviene dall'Unione europea.
Con soli 24 000 abitanti registrati nel 1700, la popolazione è raddoppiata circa ogni 30 anni. Per esempio, contava 100 000 persone nel 1852 e poi 250 000 persone nel 1883, dal 1901 la cifra è raddoppiata di nuovo a 500 000. Da allora, Monaco è diventata la terza città più grande della Germania e l'undicesimo comune con più residenti dell'Unione europea. Nel 1933, sono stati contati 840 901 abitanti e nel 1957, la popolazione di Monaco, ha superato il milione.
Il 47,4% dei residenti di Monaco non sono affiliati ad un gruppo religioso e questi rappresentano il segmento in più rapida crescita della popolazione. Come nel resto della Germania, la Chiesa cattolica e le chiese protestanti hanno visto un continuo e lento declino. Al 31 dicembre 2009, il 37,8% degli abitanti della città erano cattolici, 13,8% protestanti e per lo 0,3% ebrei. Una piccola parrocchia della chiesa episcopale è presente in città. A Monaco vive anche un numero significativo di musulmani, per lo più immigrati.

## Media
A Monaco di Baviera ha sede l'emittente radiotelevisiva pubblica Bayerischer Rundfunk (BR). Nel capoluogo bavarese si trovano anche le redazioni della Süddeutsche Zeitung, uno dei principali quotidiani tedeschi, e del Münchner Merkur.

## Cultura
Monaco è una città molto attiva in ambito culturale. Sono infatti presenti numerosi musei e biblioteche, nonché istituti universitari di altissimo livello.
A Monaco è stato inventato da Ellis Kaut il personaggio Pumuckl, per una serie radiofonica sulla radio bavarese nel 1961. Solo nel 1965 la sua inventrice decise di scrivere una storia su di lui.

### Università e istituti di ricerca
I principali istituti di istruzione superiore a Monaco sono:
- l'Università Ludwig Maximilian di Monaco
- la Università tecnica di Monaco
- lo Herzogliches Georgianum (Seminario diocesano)
- l'Accademia delle belle arti di Monaco di Baviera
- la Hochschule für Fernsehen und Film München
- la EU Business School

A Monaco hanno sede l'Accademia bavarese delle scienze e la Società Max Planck.
L'Osservatorio universitario di Monaco è stato fondato nel 1816.

### Biblioteche e archivi
La biblioteca statale bavarese, chiamata Bayerische Staatsbibliothek, è la biblioteca centrale territoriale del Libero Stato di Baviera ed una delle più importanti biblioteche universali d'Europa.
L'Archivio centrale di Stato della Baviera raccoglie i documenti dell'antico Ducato di Baviera, dell'Elettorato di Baviera, del Regno di Baviera, così come dell'attuale Stato Libero di Baviera.

### Musei

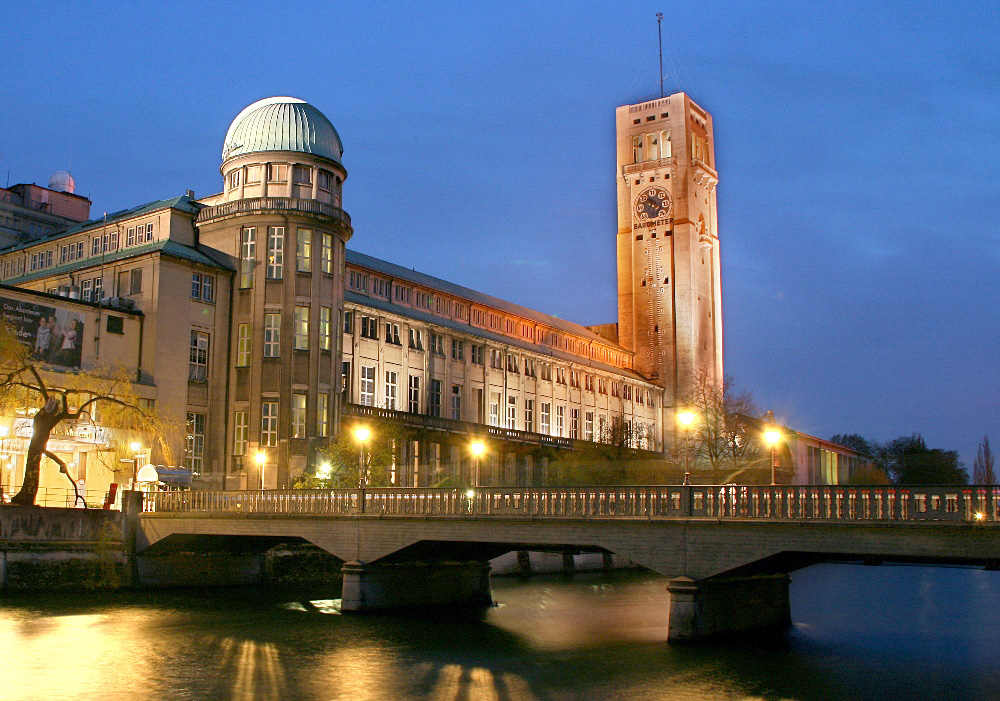
Il Deutsches Museum

Il Deutsches Museum, situato su un'isola nel fiume Isar, è uno dei musei scientifici più antichi e prestigiosi del mondo. Diversi musei non centralizzati (molti di questi sono collezioni pubbliche della università Ludwig Maximilian) mostrano collezioni di paleontologia, geologia, mineralogia, zoologia, botanica e antropologia.
La città possiede diverse gallerie d'arte importanti, la maggior parte delle quali può essere trovata nell'area del Kunstareal, tra cui la Alte Pinakothek, la Neue Pinakothek, la Pinakothek der Moderne e il Museo Brandhorst. La struttura monolitica della Alte Pinakothek contiene opere di maestri europei tra il XVI secolo e il XVIII. La collezione riflette il gusto eclettico dei Wittelsbach di oltre quattro secoli ed è ordinata per scuole sui suoi due piani. Le opere principali esposte comprendono l'Autoritratto con pelliccia di Albrecht Dürer, la Sacra Famiglia Canigiani e Madonna Tempi di Raffaello così come alcune opere di Rubens. Durante la prima guerra mondiale il gruppo Der Blaue Reiter lavorò in città e oggi molte delle loro opere possono essere ammirate presso il Lenbachhaus.

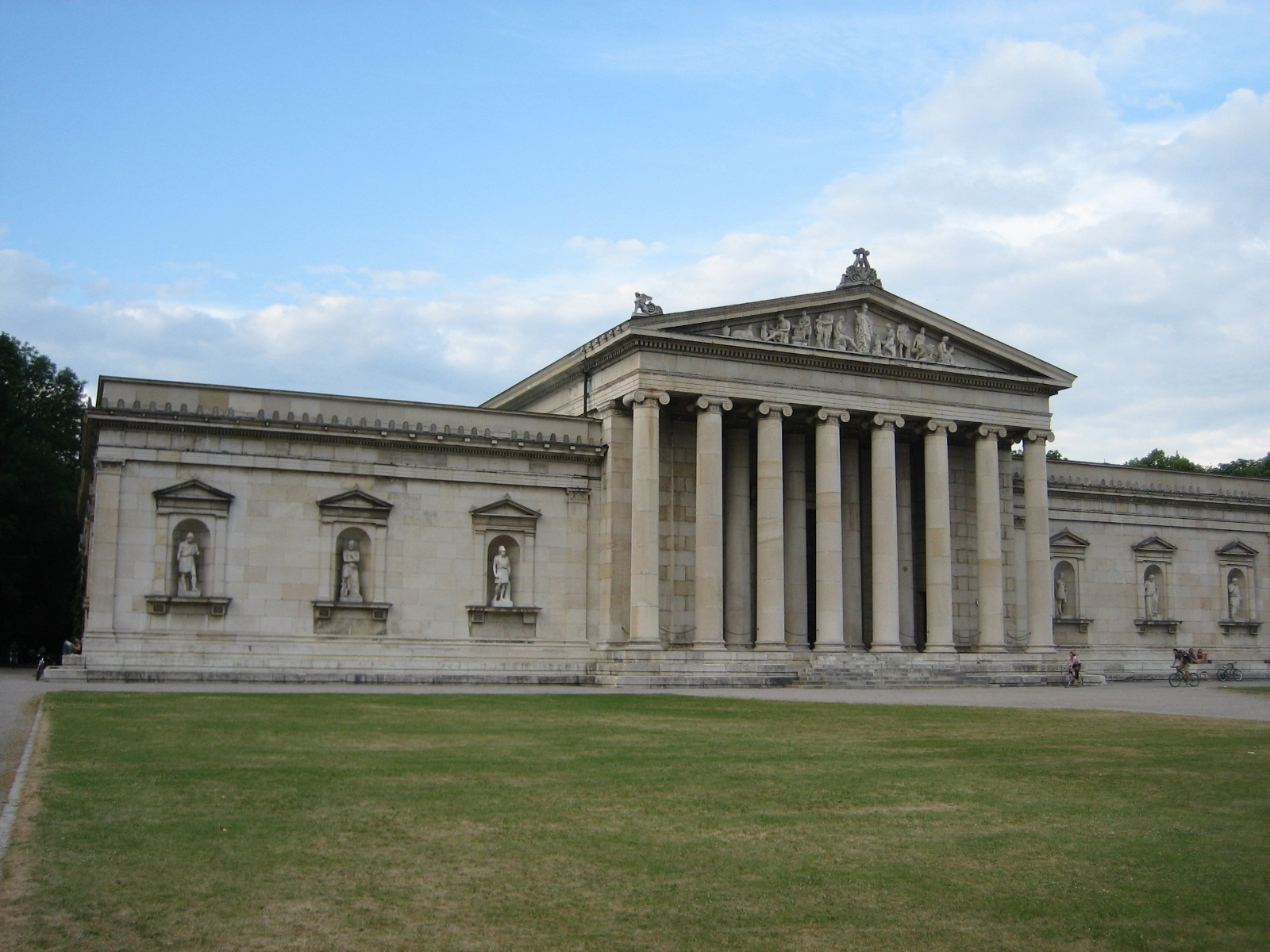
La Gliptoteca.

Un'importante collezione di arte greca e romana è conservate presso la Gliptoteca e la Staatliche Antikensammlungen. Re Ludovico I è riuscito ad acquisire pezzi famosi come la Medusa Rondanini, il Fauno Barberini e le figure del tempio di Afaia a Egina. La Kunstareal sarà ampliata dal completamento del museo egizio, lo Staatliches Museum Ägyptischer Kunst.
Nell' Aprile 2024 riaprirà, dopo otto anni di lavori, l'Archäologische Staatssammlung, il museo delle collezioni archeologiche statali della Baviera. Espone reperti dal Paleolitico, al Neolitico, all'età del Bronzo, età del Ferro, epoca Romana, fino all'Alto Medioevo; integrato da una sezione numismatica e una sezione sulle culture del Mediterraneo Antico comprendete reperti del Medio Oriente.
Un'altra area per le arti, situata nei pressi della Kunstareal, è il quartiere Lehel tra la città vecchia e il fiume Isar. Lo Staatliches Museum für Völkerkunde ospita la seconda più grande collezione in Germania di manufatti e oggetti provenienti da fuori dell'Europa, mentre il Museo nazionale bavarese e l'adiacente Archäologische Staatssammlung presso Prinzregentenstrasse sono tra i più importanti musei di storia d'Europa. La vicina Schackgalerie è un'importante galleria di dipinti tedeschi del XIX secolo.
Altri musei della città sono il Paläontologisches Museum München, lo Staatliches Museum Ägyptischer Kunst, lo Stadtmuseum, museo cittadino, il Valentin-Musäum sull'attore comico Karl Valentin, il Kartoffelmuseum dedicato alla patata, il Museo delle Alpi, il Museo Witt, con una collezione di milioni di falene, il Museo ebraico e il Museo BMW.
Il campo di concentramento di Dachau, che fu il primo campo nazista, è situato a 16 chilometri dalla città.

### Teatri e sale da concerto

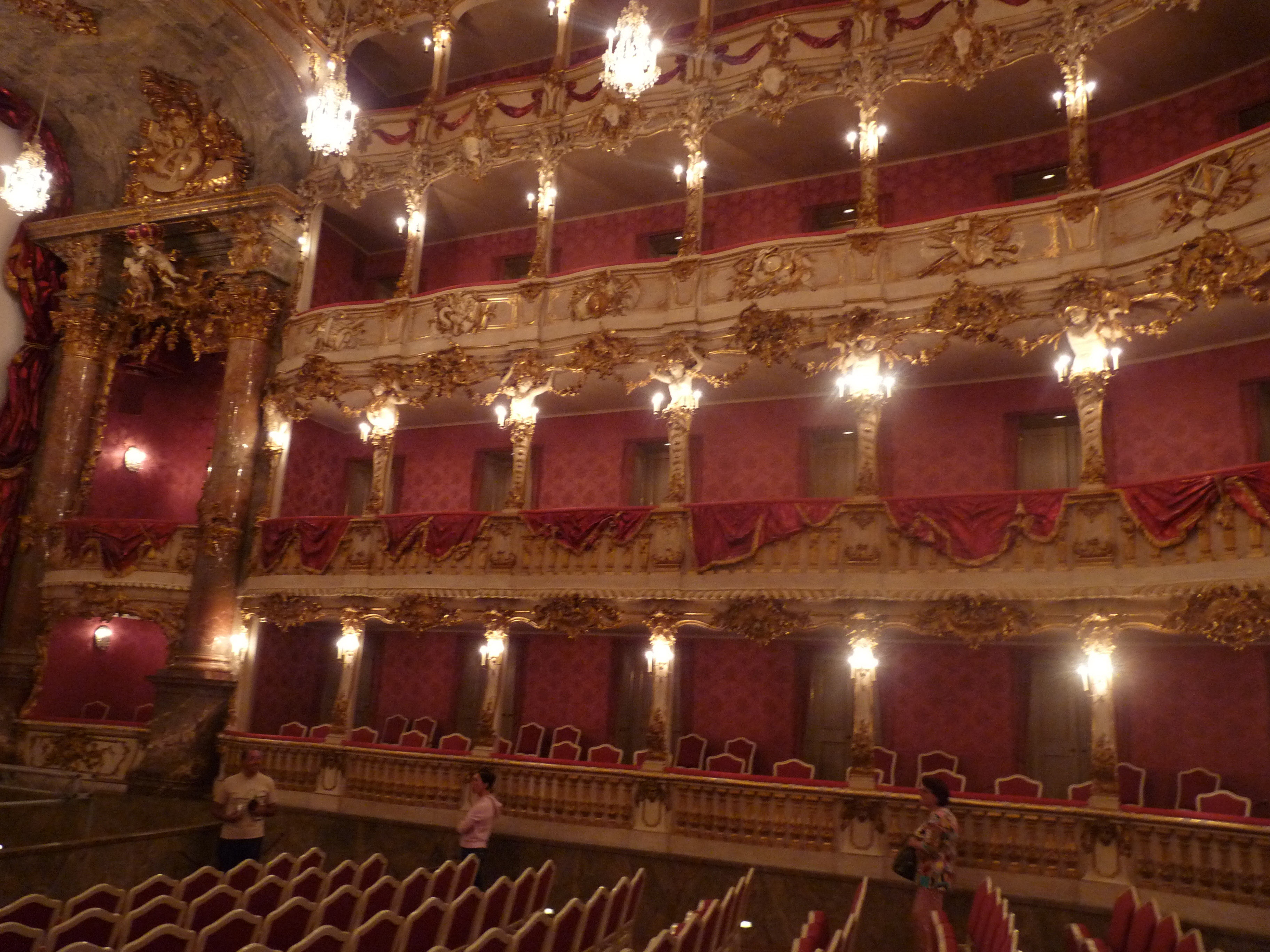
Veduta generale del Teatro Cuvilliés

Monaco è un importante centro culturale europeo e ha ospitato molti importanti compositori tra cui Orlando di Lasso, Mozart, Carl Maria von Weber, Richard Wagner, Gustav Mahler, Richard Strauss, Max Reger e Carl Orff. Con la Biennale di Monaco, fondata da Hans Werner Henze, e al festival A*Devantgarde, la città contribuisce ancora al teatro musicale moderno.
Il Nationaltheater dove si sono svolte molte prime delle opere di Richard Wagner sotto il patronato di Ludovico II di Baviera è la sede dell'Opera di Stato della Baviera e dell'Orchestra di Stato della Baviera. Accanto alla Residenz fu edificato il Teatro Cuvilliés, costruito sullo stile dei più prestigiosi teatri italiani per volere di Massimiliano III di Baviera, che ha visto mettere in scena molte opere, tra cui la prima dell'Idomeneo di Mozart nel 1781. Lo Staatstheater am Gärtnerplatz è un teatro che ospita musical e balletto, mentre il Prinzregententheater è diventato la sede del Teatro Accademia Bavarese.
Il moderno Gasteig ospita l'orchestra dei Münchner Philharmoniker.
Fra le altre orchestre sinfoniche che hanno sede a Monaco si devono ricordare le due del Bayerischer Rundfunk, l'Orchestra sinfonica della radio bavarese e l'Orchestra della Radio di Monaco, nonché i Münchner Symphoniker.
Accanto alla Residenz, il Münchner Kammerspiele è uno dei più importanti teatri di lingua tedesca nel mondo. A partire da Gotthold Ephraim Lessing, molti scrittori hanno portato in scena qui molte delle loro opere, come Christian Friedrich Hebbel, Henrik Ibsen e Hugo von Hofmannsthal.

### Editoria e letteratura

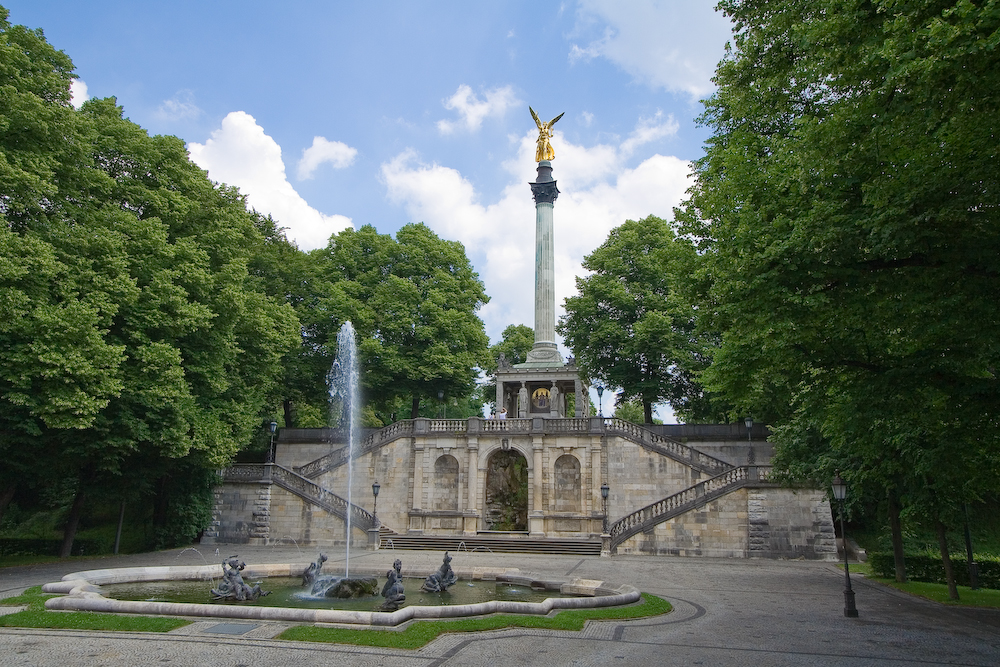
L'Angelo della Pace.

La città è ritenuta il secondo più grande centro editoriale del mondo (circa 250 case editrici hanno uffici in città) e molte pubblicazioni nazionali e internazionali sono pubblicati a Monaco di Baviera, come la rivista Matchless, LAXMag e Prinz.
Eminenti figure letterarie hanno lavorato a Monaco di Baviera in particolare durante i secoli finali del Regno come Paul Heyse, Max Halbe, Rainer Maria Rilke e Frank Wedekind. Il periodo immediatamente successivo alla prima guerra mondiale ha visto la crescita del peso economico e culturale della città. Monaco di Baviera e soprattutto il suo sobborgo di Schwabing, divenne la residenza di molti artisti e scrittori. Anche durante il periodo della repubblica di Weimar, Monaco rimase un importante centro culturale, grazie a personalità quali Lion Feuchtwanger, Bertolt Brecht e Oskar Maria Graf. Nel 1919 è stata fondata la Bavaria Film.

### Arti visive
Dal gotico al barocco, le belle arti erano rappresentate a Monaco di Baviera da artisti quali Erasmo Grasser, Jan Polack, Johann Baptist Straub, Ignaz Günther, Hans Krumpper, Ludwig von Schwanthaler, Cosmas Damian Asam, Egid Quirin Asam, Johann Baptist Zimmermann, Johann Michael Fischer, François de Cuvilliés il Vecchio ed il figlio François de Cuvilliés il Giovane. Monaco era già diventato un luogo importante per pittori come Carl Rottmann, Lovis Corinth, Wilhelm von Kaulbach, Carl Spitzweg, Franz von Lenbach, Franz von Stuck e Wilhelm Leibl quando i Der Blaue Reiter (Il Cavaliere Azzurro), un gruppo di artisti espressionisti, si stabilirono a Monaco nel 1911. La città fu patria dei Paul Klee, Wassily Kandinsky, Alexej von Jawlensky, Gabriele Münter, Franz Marc, August Macke e Alfred Kubin.

### Eventi e manifestazioni

#### Hofbräuhäuser e Oktoberfest

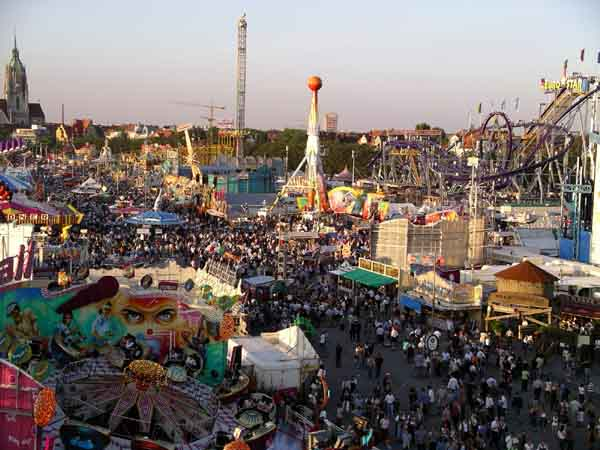
Oktoberfest nel 2003

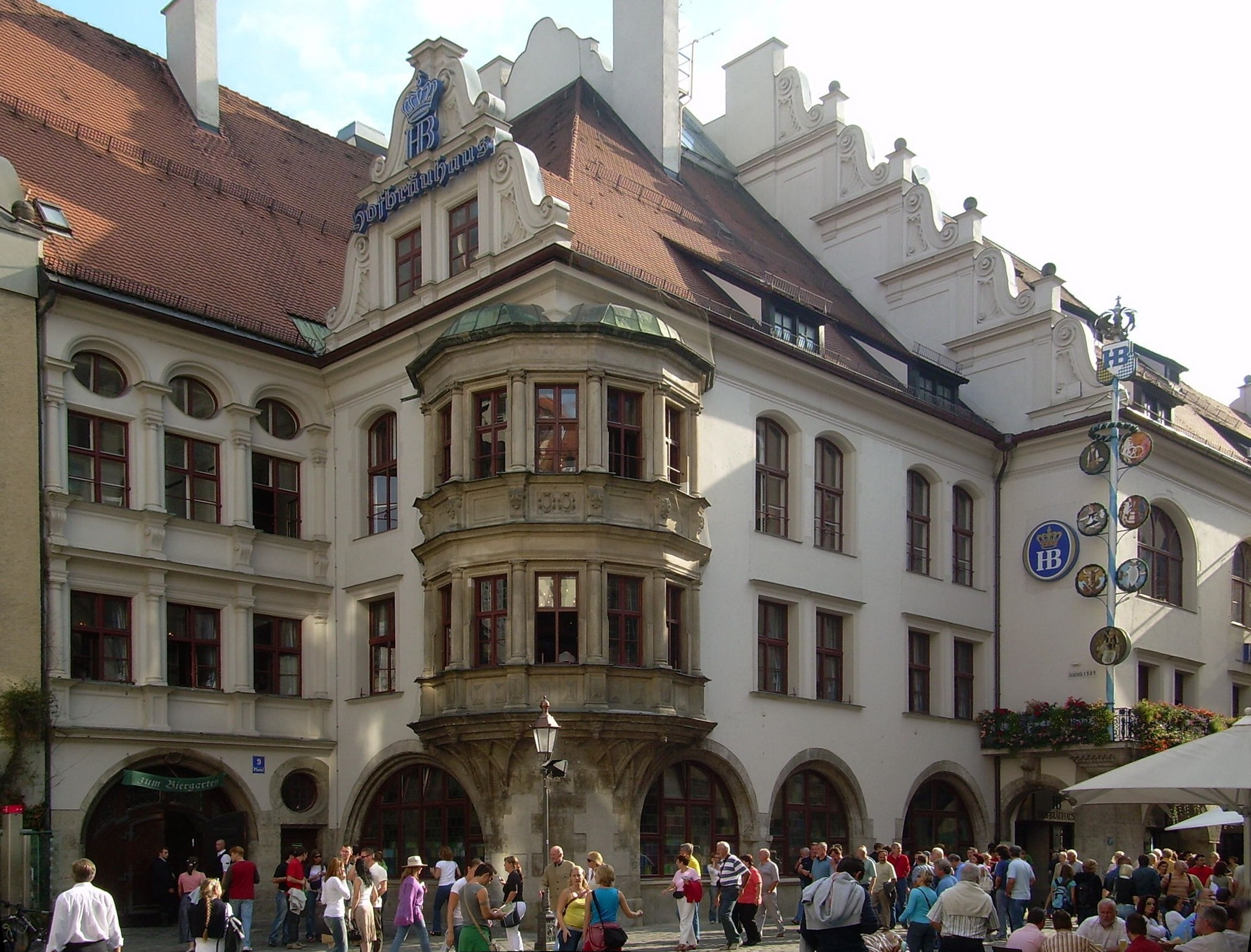
Ingresso della Hofbräuhaus di Monaco

La Hofbräuhaus, probabilmente la più famosa birreria al mondo, si trova nel centro della città. Opera anche nella seconda tenda più grande all'Oktoberfest, una delle più famose attrazioni di Monaco. Per due settimane, l'Oktoberfest attira milioni di persone che visitano le tende della birra (Bierzelte) e attrazioni da fiera. L'Oktoberfest si è svolto la prima volta il 12 ottobre 1810 in onore del matrimonio del principe ereditario Ludovico con la principessa Teresa di Sassonia-Hildburghausen ed in seguito diventata la festa popolare più grande del mondo. I festeggiamenti si sono conclusi con una corsa di cavalli e negli anni seguenti le corse dei cavalli sono continuate e successivamente si è sviluppato in quello che ora è conosciuto come l'Oktoberfest. A dispetto del nome, la maggior parte degli Oktoberfest si svolgono nella seconda metà del mese di settembre.

#### Auer Dult
Tre volte l'anno, nel quartiere di Au sulla riva destra dell'Isar si tiene la fiera-mercato dell'Auer Dult, molto frequentata per le giostre e il grande assortimento di mercanzie in vendita (soprattutto porcellane e oggetti d'antiquariato).

#### Attività fieristica
A Monaco si svolge nel nuovo Centro Fieristico, all'inizio di ottobre di ogni anno, dal 1998, la fiera Expo Real, il più grande salone europeo dedicato agli immobili commerciali.

### Specialità gastronomiche
- Weißwurst
- Torta del principe reggente
- Schweinebraten
- Obazda
- Knödel
- Gluehwein (Vin brulé)
- Bratwurst
- Brezel
- Kartoffelpuffer.

## Economia

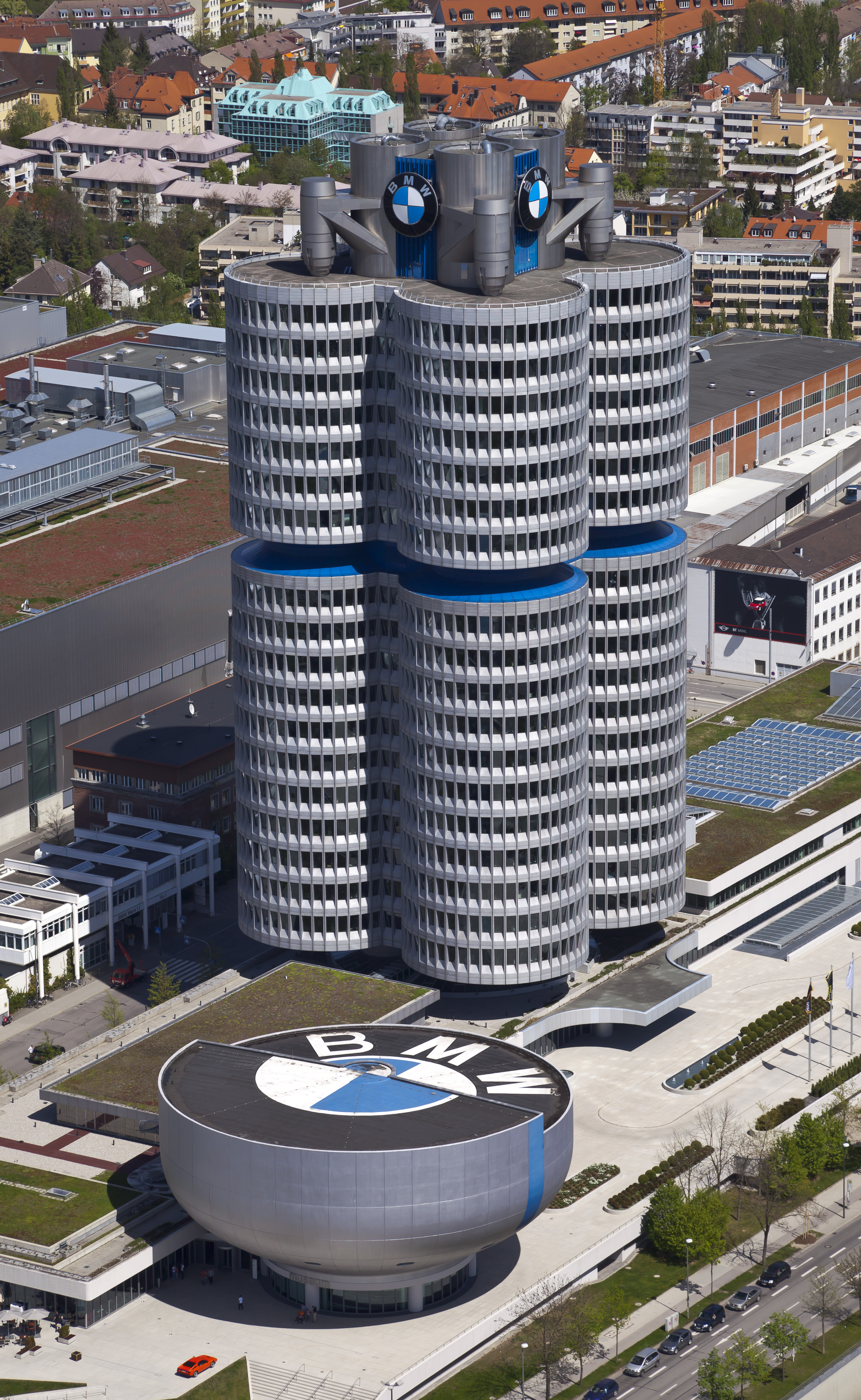
Sede della BMW.

Monaco di Baviera è una delle città guida dell'economia tedesca e ha le strutture produttive più dinamiche.
La capitale bavarese accoglie le sedi principali di alcuni dei maggiori gruppi economici tedeschi, tra cui Siemens (elettronica), BMW (auto), MAN (camion, ingegneria), Linde (gas), Allianz, Munich Re (assicurazioni). Tra le città tedesche con almeno mezzo milione di abitanti, Monaco ha il reddito più alto (26648 euro pro capite nel 2007), e nel 2006 il salario orario minimo dei suoi operai ammontava a 18,62 euro (circa 23 dollari). Nel 2009 la città aveva l'ottava maggior area comunale tra i grandi centri economici mondiali, secondo Fortune Global 500.
Monaco è anche un importante centro per le biotecnologie, la produzione di software e il settore terziario avanzato, ed ospita MTU Aero Engines (motori aeronautici), EADS (situata ad Ottobrunn e specializzata in elettronica per la difesa), Krauss-Maffei, Arri (meccanica), il colosso dei semiconduttori Qimonda (a Neubiberg), OSRAM (illuminazione) e filiali di aziende straniere come Precision Plus, McDonald's e Microsoft. È il secondo centro finanziario tedesco dopo Francoforte sul Meno, ed accoglie i gruppi bancari HypoVereinsbank (divisione di UniCredit) e Bayerische Landesbank.
Monaco è anche una delle capitali europee dell'editoria ed ospita la redazione principale del quotidiano Süddeutsche Zeitung, la tv pubblica BR (parte di ARD), la tv commerciale Pro7-Sat1 Media AG, la filiale tedesca di Random House e il gruppo editoriale Hubert Burda Media. Nel sobborgo di Grünwald si trovano importanti studi cinematografici. Infine Monaco è sede del secondo aeroporto tedesco, l'aeroporto internazionale Franz Josef Strauss, facente capo alla Lufthansa.
La sua posizione la rende anche un importante nodo autostradale e ferroviario, ed un noto centro fieristico. È sede della Corte dei Conti Federale, dell'Ufficio Nazionale Brevetti e dell'Ufficio Europeo dei Brevetti. Di rilievo è il turismo, soprattutto nel periodo della Festa della Birra (Oktoberfest).
Tra le città tedesche con almeno un milione di abitanti, Monaco ha il minor tasso di disoccupazione (5,6%).

### Turismo

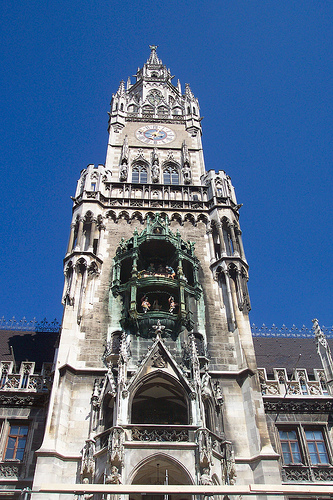
Torre dell'orologio a Monaco. Al centro della costruzione il tipico orologio fotografato da tanti turisti.

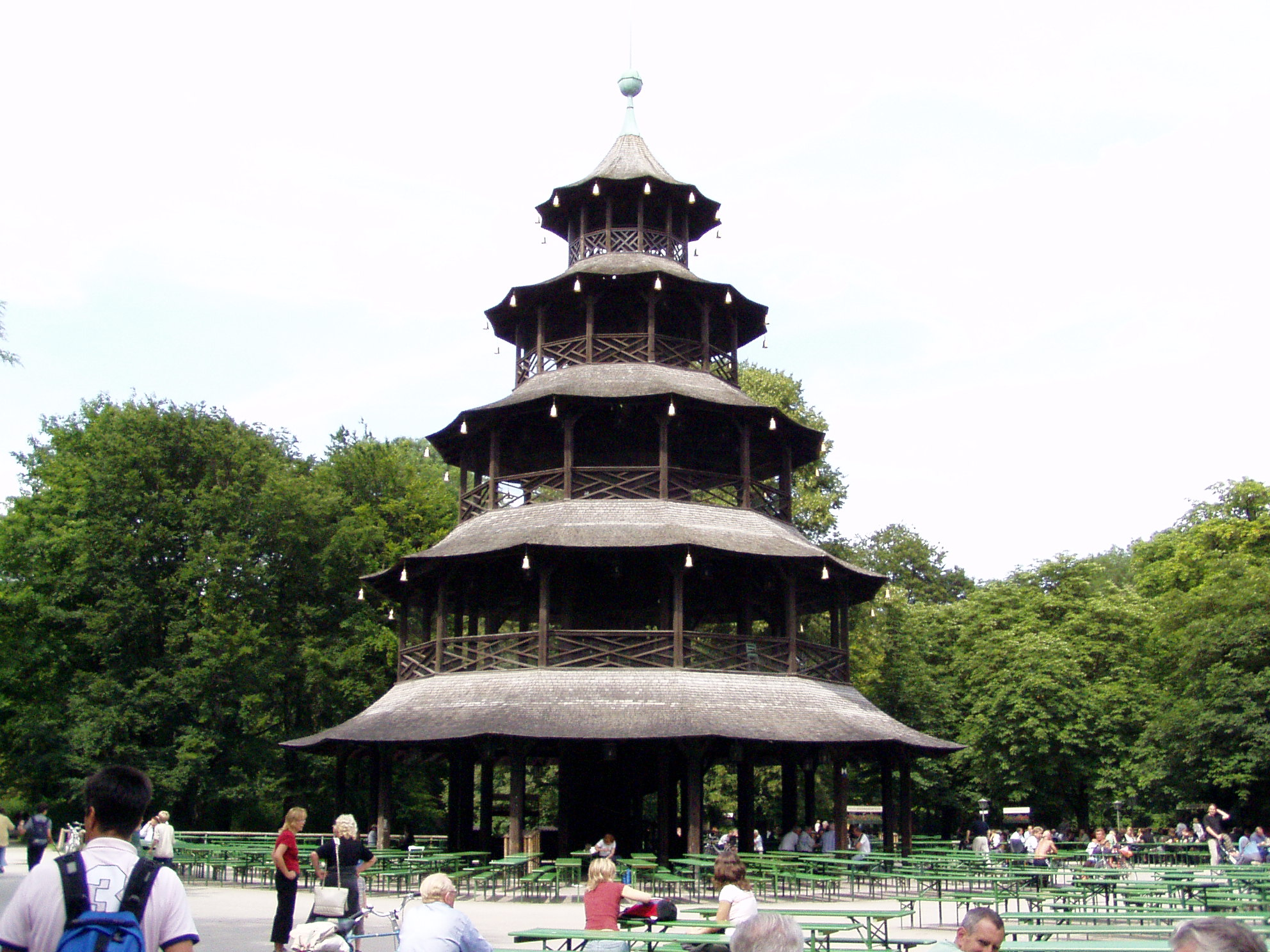
La torre cinese nell'Englischer Garten, meta sia di turisti sia di cittadini di Monaco.

Monaco di Baviera è una popolare destinazione turistica, la più visitata dell'intera Germania, con splendidi monumenti, un gioioso e caratteristico stile di vita, e interessantissimi dintorni.
La città ha parecchi importanti musei d'arte la maggior parte dei quali si trova nel Kunstareal come la Alte Pinakothek, la Neue Pinakothek e la Pinakothek der Moderne. Negli anni precedenti la prima guerra mondiale era il luogo in cui operava il gruppo di artisti denominato Der Blaue Reiter, le cui opere sono esposte alla Lenbachhaus. Un'importante collezione di arte greca e romana è presente alla Glyptothek e alla Staatliche Antikensammlungen.
Altre famose attrazioni turistiche sono l'Englischer Garten (Giardino inglese), un parco al centro della città che include un'area per nudisti, percorsi di jogging e ippovie), il Deutsches Museum (museo della scienza e della tecnica) e il Rathaus-Glockenspiel, l'orologio del municipio riccamente ornato di figure in movimento, divenuto simbolo stesso della città. Probabilmente l'attrazione più famosa di Monaco di Baviera è l'Oktoberfest, una fiera che dura due settimane con lunapark e grandi tende-birreria. La prima Oktoberfest si tenne il 12 ottobre 1810 in occasione del matrimonio del futuro re Ludovico I di Baviera con la principessa Teresa di Sassonia-Hildburghausen. I festeggiamenti si chiusero con una corsa di cavalli e negli anni seguenti le corse continuarono ad essere effettuate e si trasformarono successivamente nell'evento oggi noto come Oktoberfest. Nonostante il suo nome, l'Oktoberfest in realtà inizia a settembre e finisce sempre la prima domenica di ottobre, a meno che il 3 ottobre, ovvero il giorno dell'unità tedesca, festa nazionale, non cada di lunedì o martedì, nel qual caso l'Oktoberfest viene prolungata fino a quel giorno.
Il Parco Olimpico con il suo stadio è stato costruito in occasione delle Olimpiadi estive del 1972 che si svolsero a Monaco di Baviera. Le costruzioni olimpiche sono famose per il loro design ispiratosi a ragnatele coperte di rugiada. I visitatori possono salire in cima alla Torre Olimpica (Olympiaturm) che costituisce anche un'importante torre di diffusione radiotelevisiva.
La Coppa del Mondo 2006 non si è svolta nel tradizionale Stadio Olimpico, ma nel nuovo stadio di calcio, la Allianz Arena. Questo imponente stadio si trova leggermente fuori dal centro cittadino ed è un gioiello della tecnologia, con la sua copertura in grado di cambiare colore.
Monaco, capitale mondiale della birra, è nota anche per le sue sette fabbriche di birra e per le sue birrerie, delle quali la più famosa e più grande è la Hofbräuhaus.

## Infrastrutture e trasporti

### Aeroporti

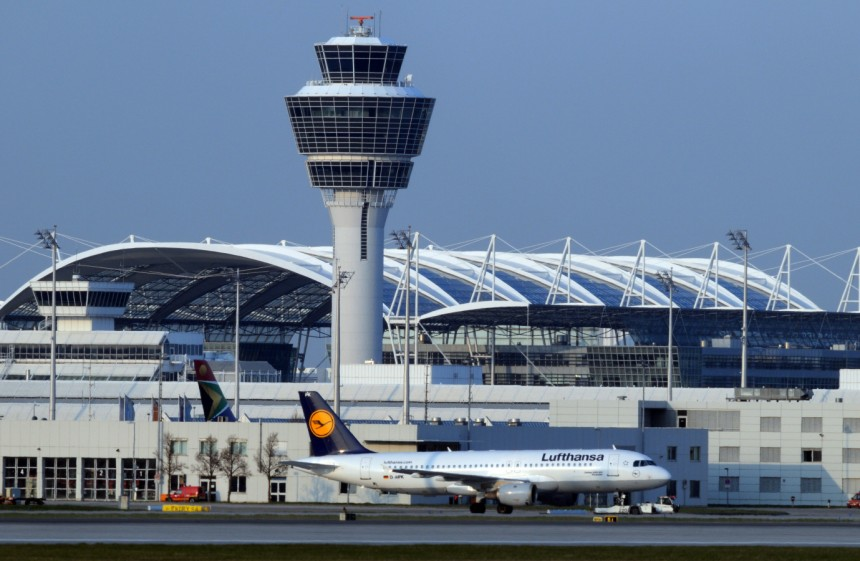
La torre di controllo dell'aeroporto di Monaco di Baviera

L'aeroporto principale della città è l'aeroporto internazionale Franz Josef Strauss (IATA: MUC, ICAO: EDDM), collegato alla città dalla rete ferroviaria suburbana, linee S1 e S8.
L'aeroporto di Monaco è il secondo aeroporto della Germania, dopo Francoforte ed un importante hub a livello europeo. Il progetto di un treno a levitazione magnetica, modello Transrapid, che avrebbe collegato la stazione centrale con l'aeroporto, era stato iniziato nel 2000 ma è stato abbandonato nel 2008 a causa dell'eccessivo aumento dei costi di realizzazione.

### Trasporti urbani

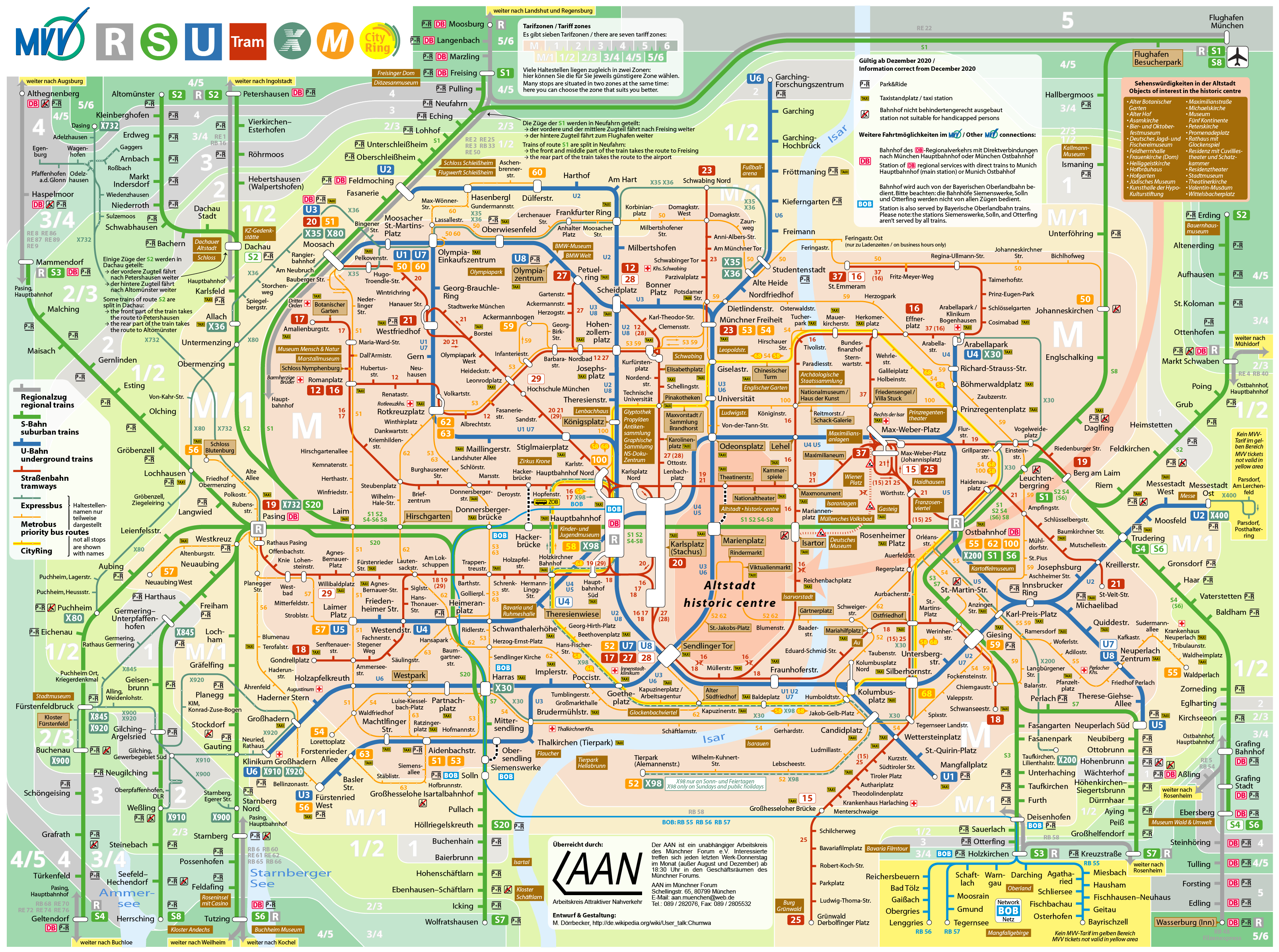
Rete dei trasporti di Monaco

Il sistema di trasporto pubblico di Monaco include sei linee di metropolitana (U-Bahn), una rete ferroviaria urbana (S-Bahn), tram e autobus. La città è equamente raggiunta da tutti i mezzi pubblici, considerati logisticamente tra i più efficienti del mondo. La rete tranviaria ha avuto una travagliata storia, con uno smantellamento avviato in contemporanea con la costruzione della metropolitana, e poi un ripensamento e ricostruzione/modernizzazione. La società che gestisce i servizi è la Münchner VerkehrsVerbund (MVV).

#### S-Bahn
L'area metropolitana dispone di una rete di S-Bahn (denominazione ufficiale S-Bahn München) nel raggio di circa 50 km intorno alla capitale del Land.
| S1  | Ostbahnhof ↔ Freising / Flughafen München |
| S2  | Petershausen ↔ Erding                     |
| S3  | Mammendorf ↔ Holzkirchen                  |
| S4  | Geltendorf ↔ Ebersberg                    |
| S5  | Pasing ↔ Kreuzstrasse                     |
| S6  | Tutzing ↔ Zorneding                       |
| S7  | Wolfratshausen ↔ Hauptbahnhof             |
| S8  | Herrsching ↔ Flughafen München            |
| S20 | Pasing ↔ Höllriegelskreuth                |

#### U-Bahn
La capitale bavarese è dotata di una metropolitana con 6 linee, per un totale di oltre 100 km, entrata in servizio nel '71 e poi ampliata.
| U1 | Olympia-Einkaufszentrum ↔ Mangfallplatz          |
| U2 | Feldmoching ↔ Messestadt Ost                     |
| U3 | Moosach ↔ Fürstenried West                       |
| U4 | Westendstraße ↔ Arabellapark                     |
| U5 | Laimer Platz ↔ Neuperlach Süd                    |
| U6 | Garching-Forschungszentrum ↔ Klinikum Großhadern |

#### Rete tramviaria
82 chilometri di binari per 12 linee completano il sistema di trasporto su ferro, dove la rete tranviaria svolge il ruolo di rendere più capillare il complesso di trasporti veloci costituita da S-Bahn e U-Bahn.
| 12 | U-Bhf. Scheidplatz ↔ Romanplatz                               |
|    |                                                               |
| 16 | Romanplatz ↔ Effnerplatz-(St.-Emmeram)                        |
| 17 | Amalienburgstraße ↔ Sendlinger Tor                            |
| 18 | Gondrellplatz ↔ Schwanseestrasse                              |
| 19 | S-Bhf. Pasing ↔ Berg am Laim                                  |
| 20 | S+U-Bhf. Karlsplatz (Stachus) ↔ Moosach Bf.                   |
| 21 | St.-Veit-Strasse ↔ U-Bhf. Westfriedhof                        |
| 23 | Münchner Freiheit ↔ Schwabing Nord                            |
| 25 | Max-Weber-Platz (Johannisplatz)↔ Grünwald, Derbolfinger Platz |
| 27 | U-Bhf. Petuelring ↔ U-Bhf. Sendlinger Tor                     |
| 28 | Scheidplatz ↔ U-Bhf. Sendlinger Tor                           |
| 29 | Hochschule München ↔ Willibaldplatz                           |

Vi sono inoltre 4 linee a percorrenza notturna:
N17 Amalienburgstraße - Effnerplatz
N19 Pasing Bahnhof - St.-Veit-Strasse
N20 Karlsplatz (Stachus) - Moosach Bahnhof
N27 Petuelring - Grosshesseloher Brücke

## Amministrazione

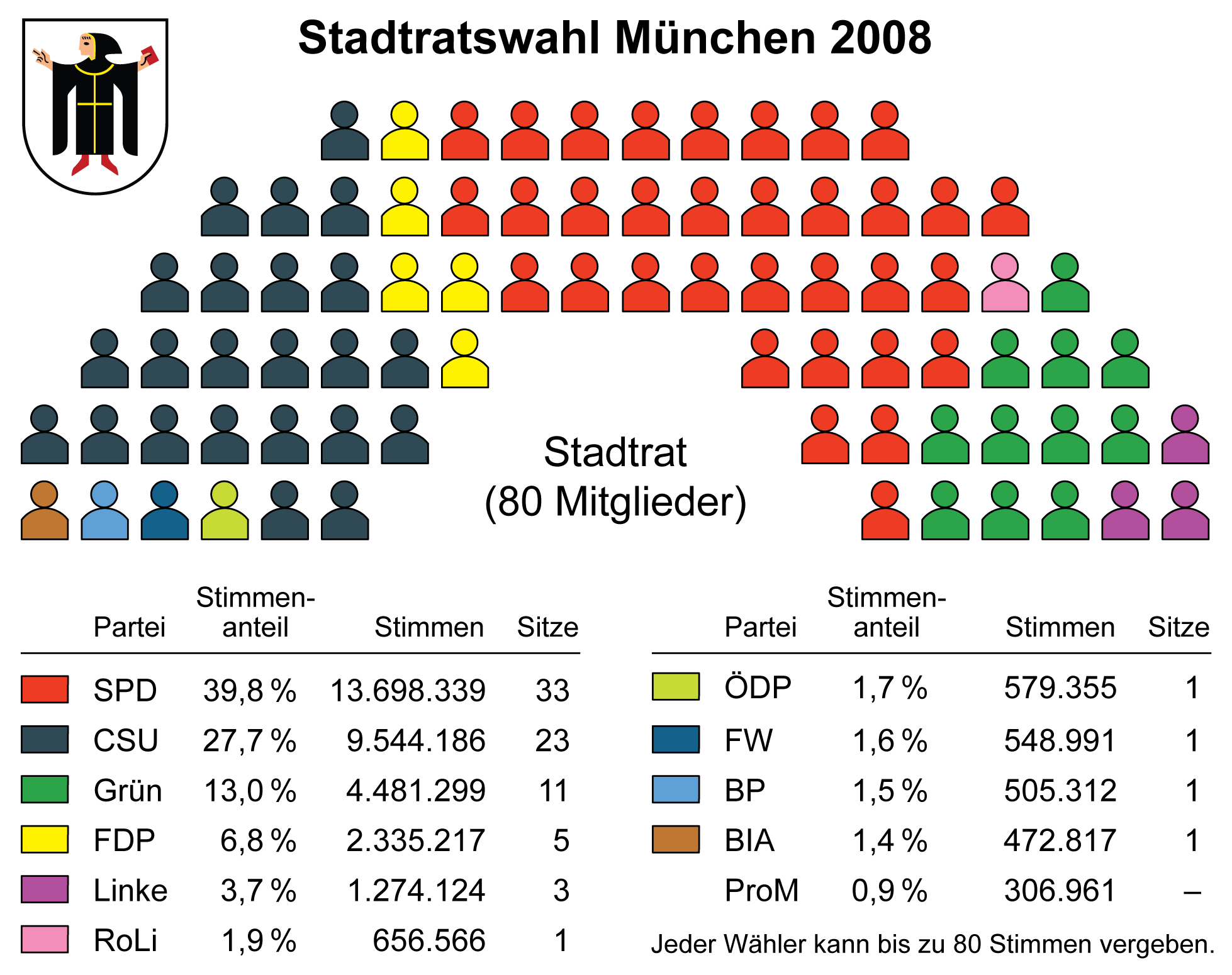
Risultati delle elezioni per il consiglio comunale del 2008.

Monaco di Baviera ha una storia quasi ininterrotta di governi del Partito Socialdemocratico di Germania a partire dalla seconda guerra mondiale, nonostante la parte meridionale della Baviera sia una roccaforte conservatrice, con l'Unione Cristiano-Sociale vincente nella maggioranza delle consultazioni a livello comunale, statale e federale. Parte della recente storia politica della città è occupata dal sindaco del SPD Christian Ude, eletto per la prima volta il 12 settembre 1993 e riconfermato tre volte, il 13 giugno 1999 con 61,2%, il 3 marzo 2002 con 64,5% e il 2 marzo 2008 con il 66,8%.
Come capitale dello Stato Libero di Baviera, Monaco è un importante centro politico della Germania con la sede del Parlamento bavarese, il Staatskanzlei (la Cancelleria di Stato) e di tutti gli uffici connessi.
Diverse autorità nazionali e internazionali si trovano a Monaco di Baviera, compresa la Corte federale delle finanze della Germania e l'Ufficio europeo dei brevetti.

### Suddivisione amministrativa

La città suddivisa in distretti

Monaco di Baviera è suddivisa in 25 distretti (Stadtbezirk):
| Nº | Nome                                                   | Abitanti | Superficie/ha | Abitanti/ha | Quartieri |
| -- | ------------------------------------------------------ | -------- | ------------- | ----------- | --- |
| 1  | Altstadt-Lehel                                         | 19 207   | 314,56        | 61          | Graggenauer Viertel Angerviertel Hackenviertel Kreuzviertel Lehel Englischer Garten Süd                                                         |
| 2  | Ludwigsvorstadt-Isarvorstadt                           | 47 357   | 440,15        | 108         | Gärtnerplatzviertel Deutsches Museum Glockenbachviertel Dreimühlen Am alten südlichen Friedhof Am Schlachthof Ludwigsvorstadt-Kliniken St. Paul |
| 3  | Maxvorstadt                                            | 48 875   | 429,79        | 114         | Königsplatz Augustenstraße St. Benno Marsfeld Josephsplatz Am alten nördlichen Friedhof Universität Schönfeldvorstadt Maßmannbergl              |
| 4  | Schwabing-West                                         | 62 856   | 436,30        | 144         | Neuschwabing Am Luitpoldpark Schwere-Reiter-Straße                                                                                              |
| 5  | Au-Haidhausen                                          | 56 322   | 421,96        | 133         | Maximilianeum Steinhausen Haidhausen-Nord Haidhausen-Süd Obere Au Untere Au                                                                     |
| 6  | Sendling                                               | 38 567   | 393,88        | 98          | Untersendling Sendlinger Feld |
| 7  | Sendling-Westpark                                      | 52 495   | 781,45        | 67          | Mittersendling Land in Sonne Am Waldfriedhof |
| 8  | Schwanthalerhöhe                                       | 28 004   | 207,02        | 135         | Westend Schwanthalerhöhe |
| 9  | Neuhausen-Nymphenburg                                  | 89 286   | 1 291,45      | 69          | Neuhausen Nymphenburg Oberwiesenfeld St. Vinzenz Alte Kaserne Dom Pedro                                                                         |
| 10 | Moosach                                                | 48 421   | 1 109,36      | 44          | Alt-Moosach Moosach-Bahnhof |
| 11 | Milbertshofen-Am Hart                                  | 68 970   | 1 341,64      | 51          | Am Hart Am Riesenfeld Milbertshofen |
| 12 | Schwabing-Freimann                                     | 65 158   | 2 567,01      | 25          | Freimann Obere Isarau Alte Heide-Hirschau Münchner Freiheit Biederstein Schwabing-Ost Kleinhesselohe Neufreimann                                |
| 13 | Bogenhausen                                            | 77 542   | 2 371,17      | 33          | Oberföhring Johanneskirchen Herzogpark Englschalking Daglfing Parkstadt Bogenhausen Altbogenhausen                                              |
| 14 | Berg am Laim                                           | 40 550   | 631,46        | 64          | Berg am Laim |
| 15 | Trudering-Riem                                         | 62 756   | 2 245,05      | 28          | Trudering-Riem Messestadt Riem Gartenstadt Trudering Waldtrudering                                                                              |
| 16 | Ramersdorf-Perlach                                     | 104 737  | 1 989,50      | 53          | Ramersdorf Balanstraße-West Altperlach Neuperlach Waldperlach                                                                                   |
| 17 | Obergiesing-Fasangarten                                | 49 030   | 572,04        | 86          | Obergiesing Fasangarten |
| 18 | Untergiesing-Harlaching                                | 49 502   | 805,66        | 61          | Untergiesing Siebenbrunn Giesing Neuharlaching Harlaching                                                                                       |
| 19 | Thalkirchen-Obersendling-Forstenried-Fürstenried-Solln | 83 584   | 1 775,43      | 47          | Thalkirchen Obersendling Forstenried Fürstenried-West Solln                                                                                     |
| 20 | Hadern                                                 | 46 851   | 922,39        | 51          | Blumenau Neuhadern Großhadern |
| 21 | Pasing-Obermenzing                                     | 66 244   | 1 649,79      | 40          | Neupasing Am Westbad Pasing Obermenzing |
| 22 | Aubing-Lochhausen-Langwied                             | 38 863   | 3 406,01      | 11          | Lochhausen-Langwied Aubing |
| 23 | Allach-Untermenzing                                    | 29 161   | 1 545,17      | 19          | Industriebezirk Untermenzing-Allach |
| 24 | Feldmoching-Hasenbergl                                 | 56 130   | 2 893,78      | 19          | Feldmoching Hasenbergl-Lerchenau Ost Ludwigsfeld Lerchenau West                                                                                 |
| 25 | Laim                                                   | 51 805   | 528,58        | 98          | Friedenheim St. Ulrich |

### Gemellaggi
Monaco è gemellata con:
- Edimburgo, dal 1954
- Verona, dal 17 marzo 1960[24][25]
- Bordeaux, dal 1964
- Sapporo, dal 1972
- Cincinnati, dal 1989
- Kiev, dal 1989
- Harare, dal 1996

## Sport
Nel 1972 la città ha ospitato i Giochi della XX Olimpiade.

### Calcio
Le principali squadre di calcio sono il Bayern Monaco, la più titolata società calcistica tedesca, militante in Bundesliga, e il Monaco 1860, che milita in 3. Liga, la terza divisione tedesca, categoria dove ha militato anche il Türkgücü (nel 2020-2021 e nel 2021-2022).

### Sci
A Monaco di Baviera sono state organizzate alcune gare di sci di fondo e di sci alpino valide per le rispettive Coppe del Mondo.

## Media
- Monaco appare nell'anime Mobile Suit Victory Gundam, dove è stata curiosamente ribattezzata Ra-gaine.